# Galibier-Thabor
Le domaine skiable Galibier-Thabor, 160 km de pistes, regroupe les stations de Valloire et Valmeinier. Il est situé en France dans le département de la Savoie, en région Auvergne-Rhône-Alpes.
Le nom fait référence à deux sommets emblématiques de plus de 3 000 mètres de la région : le Grand Galibier et le mont Thabor.

## Géographie

### Localisation
Le domaine skiable Galibier-Thabor est situé dans la vallée de la Maurienne. Il se trouve dans le Massif des Cerces, sur les communes de Valloire et de Valmeinier. Le domaine s'étend actuellement entre 1 410 et 2 740 m d'altitude. Il est entouré par des sommets comme le Mont Thabor (3 178 m), le Grand Galibier (3 228 m) ou encore les Aiguilles d'Arves (3 514 m). Il est constitué de trois différents massifs, le Crey du Quart (2 versants), la Sétaz (2 versants) et le Gros Crey (1 versant), sur une surface de 1 600 hectares.

### Accès au domaine
Le domaine skiable est accessible via l'autoroute A43 en Maurienne, sortie 29 de Saint-Michel-de-Maurienne, puis par la route D 902. L'accès par la route du Col du Galibier, venant du sud, n'est possible qu'entre mai (ou juin) et octobre.

### Stations

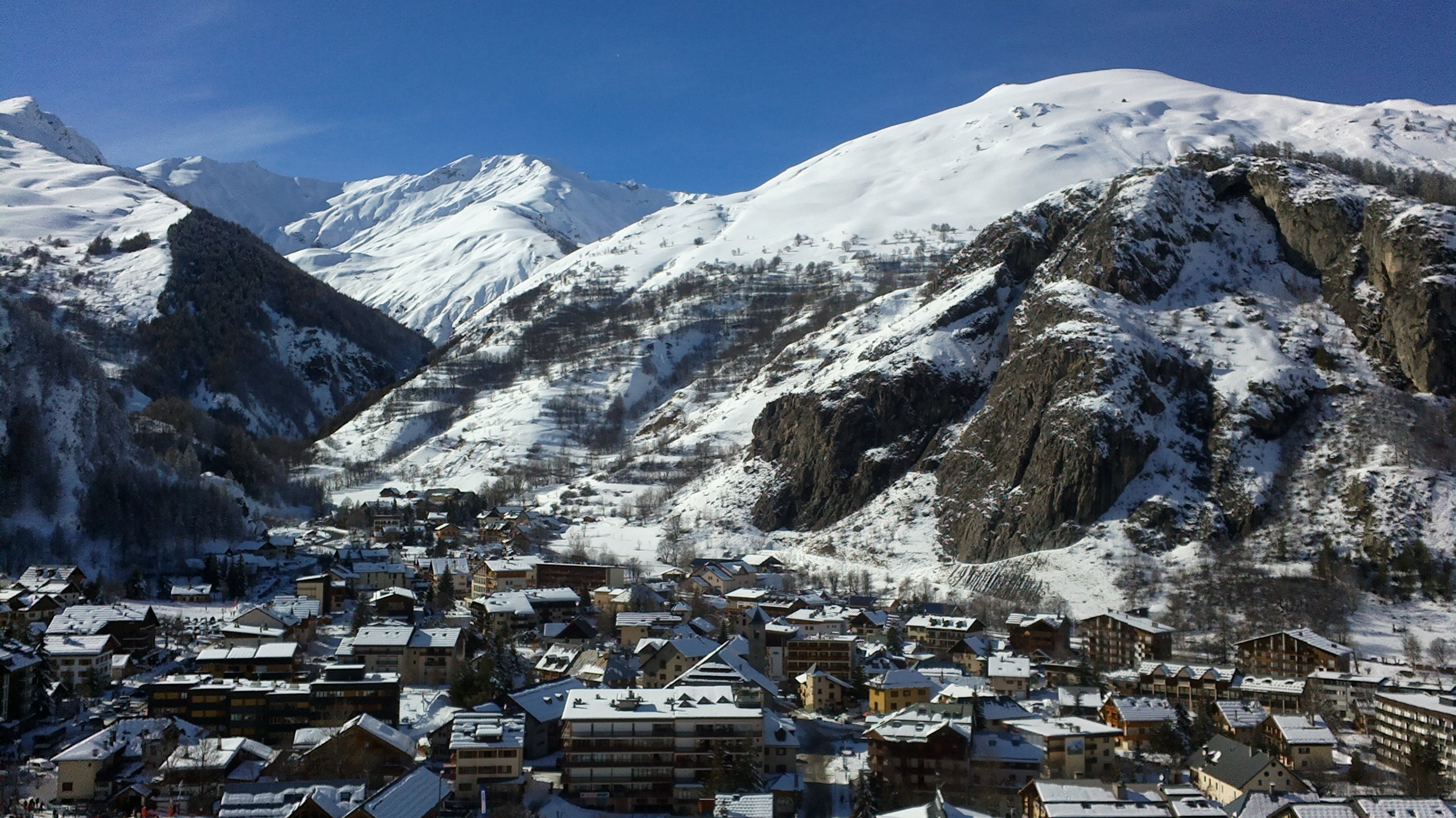
Le centre de Valloire.
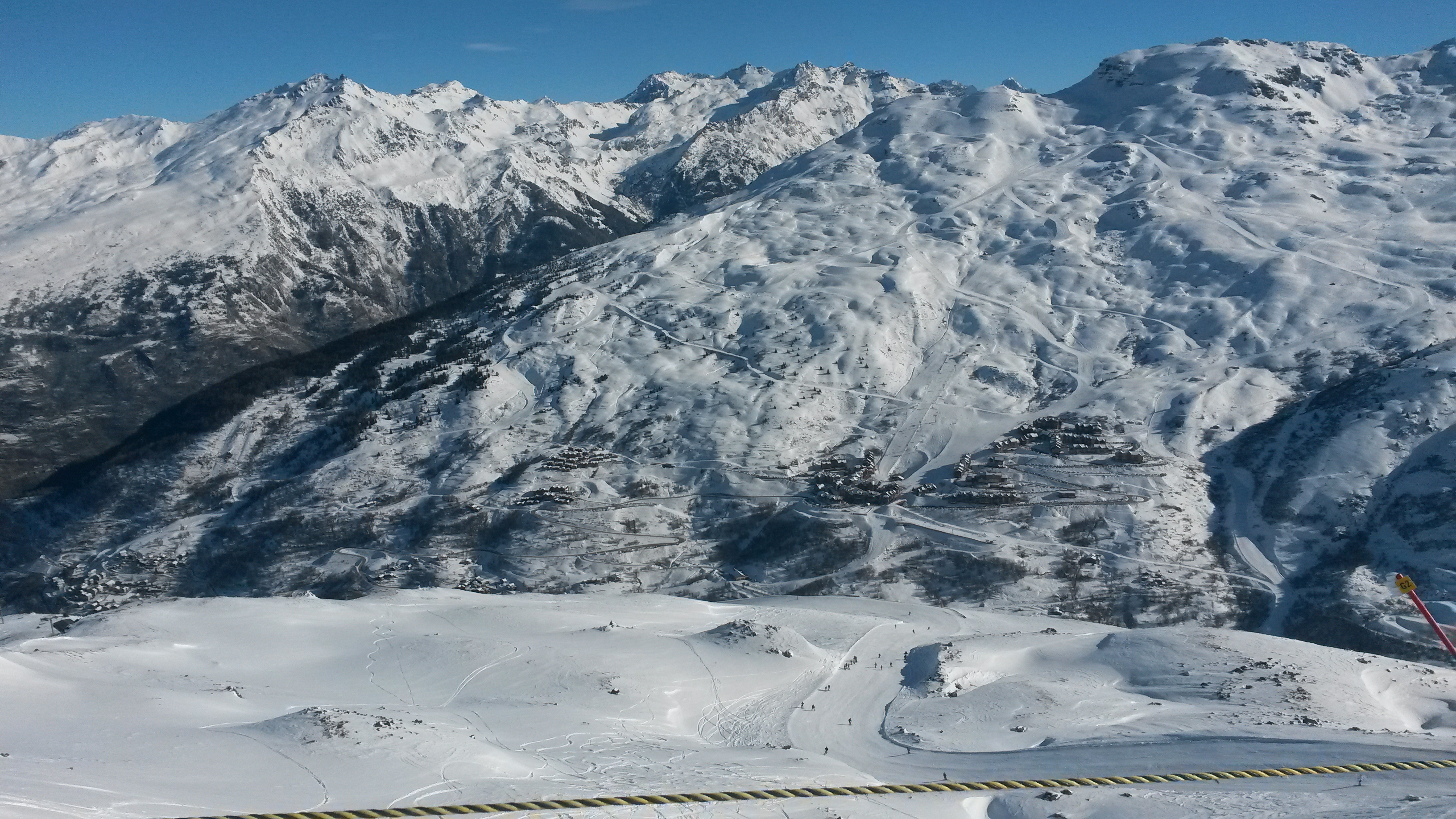
Valmeinier
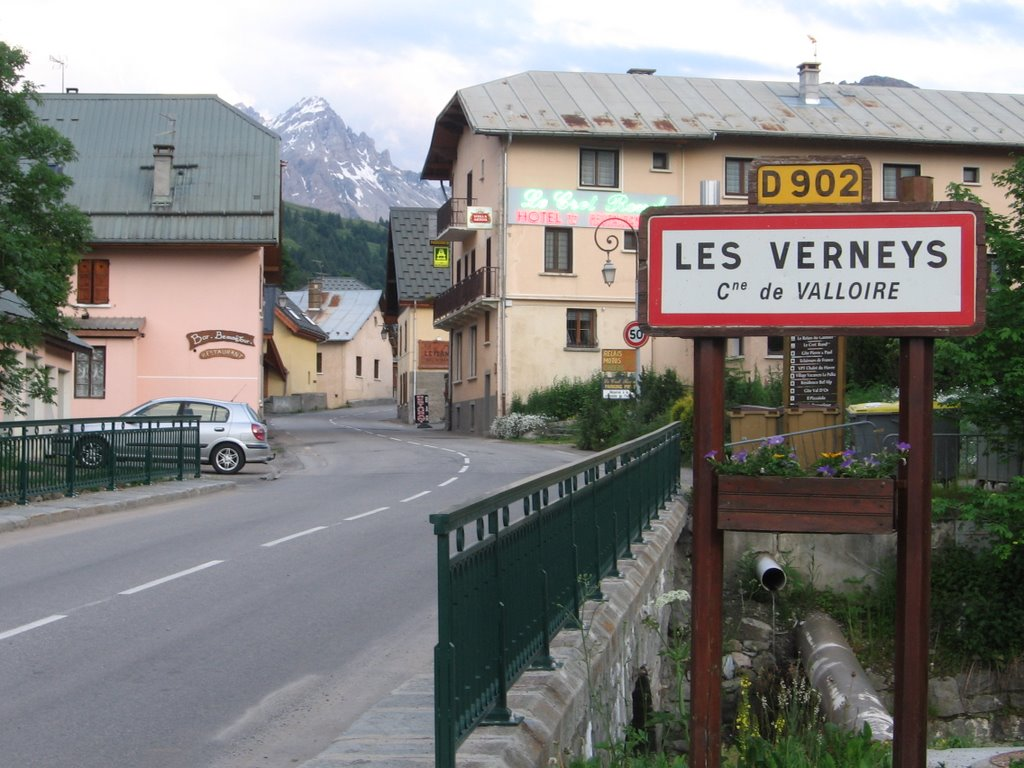
Les Verneys, à Valloire.

## Histoire

### Historique du domaine skiable

#### 1937-1970: Le développement du ski à Valloire
L'histoire du ski à Valloire commence en 1937. Plusieurs petits téléskis isolés ont commencé à s'implanter dans la vallée : téléski de l'Epinette (1937-1950), Téléski du Grand Hôtel (1938-1995), Téléski de Saint Pierre (1945-1994), Téléski des Idiots (1945-1984), Téléski du Cabestan de Richelieu aux Verneys (1945-1970)...
Mais le domaine naît réellement en 1947. Gabriel Julliard va avoir l'idée d'équiper pour le ski alpin le massif de la Sétaz. Il va pour cela inventer un nouveau type de remontée mécanique, la télébenne. La télébenne de la Sétaz est donc la première au monde. En 1951, fort du succès du son installation, Julliard, avec sa nouvelle Société savoyarde de télébennes (Sosatel), rénove le premier tronçon, puis en installe un deuxième, la télébenne Lac Thimel. Parallèlement, en 1952, la Sosatel installe une autre télébenne, cette fois sur le massif du Crey Rond. Elle sera rénovée en télésiège monoplace en 1961.
En 1959, le domaine de la Sétaz est privatisé, racheté par MM. Chamoux et Cathiard. La STV (Société des Téléphériques de Valloire est fondée). Dans les années 1960, trois téléskis sont progressivement installés sur le plateau de Thimel, la télébenne 1 est doublée par un télésiège fixe biplace, et la télébenne Lac Thimel, est transformée en télésiège monoplace en 1962 (puis en biplace en 1974) et est renommé Sétaz 2 pour l'occasion. En 1965, le téléski des Diseurs est installé, développant le ski sur le versant de la Neuvachette, et en 1972, un nouveau téléski est installé sur la crête, le troisième tronçon de la Sétaz.

#### 1970-1978: Les années de la concurrence
Au début des années 1970, alors que le domaine de la Sétaz est privé, la commune décide de créer son propre domaine skiable, en concurrence avec celui de la Sétaz. En deux ans, deux télésièges biplaces sont construits pour monter sur le massif (Pré Rond et Crey du Quart), ainsi que 4 téléskis : Citres, Lac de la Vieille, Pré Rond, et Crête (ce dernier étant toujours en service). Cette concurrence dans la même station va durer durant toute la décennie 1970. On peut noter que le forfait du domaine communal était environ 2 fois moins cher que celui de la Sétaz.
Trois ans après Valloire, c'est au tour de Valmeinier d'équiper son versant du Crey du Quart. Au début des années 1970, Valmeinier est encore un village montagnard très isolé, largement déserté avec moins de 100 habitants permanents contre 800 au début du siècle, la fin progressive de l'activité agricole ayant provoqué un exode rural massif. La seule remontée mécanique était alors le téléski privé de l'hôtel de la Girodière, ouvert en 1962, alors exploité par la société coopérative ouvrière de production qui associe les frères Baudin et Thomasset. Conscients que le tourisme constitue la seule solution de survie de Valmeinier, et ayant refusé dans les années 1960 la construction d'une station d'altitude dans le vallon des Marches, les Valmineux vont ensemble décider de se relier au domaine de Valloire en équipant leur versant du Crey du Quart. Ainsi, les habitants feront eux-mêmes les déboisements nécessaires, puis à la suite de cela, en 1974 un télésiège biplace (Grandes Drozes), et un téléski (Plan Palais), sont mis en service. Un espace débutant est créé en bas (Pré Varel) et le téléski de la Girodière passe dans le domaine communal. Plus tard, en 1983, le domaine s'agrandit avec la création du téléski de la Combe.

#### 1978-1985: L'union des quatre massifs
En 1978, la commune de Valloire décide d'installer elle-même un téléski sur le massif de la Sétaz privé, le téléski de Cornafond. La piste des Selles est créée, et permet d'atteindre ce téléski et le reste de la Sétaz skis-aux-pieds depuis le Crey du Quart. Cela signe la fin de la concurrence, les Cathiard et la régie communale s'entendent pour proposer un forfait unique pour tout le domaine. La famille Cathiard n'investit plus et souhaite se débarrasser de la Sétaz, et la commune, dirigée par le maire Adrien Savoye, en profite pour le racheter. Immédiatement, Valloire investit dans des remontées permettant d'une part de relier les Verneys au domaine (le télésiège des Verneys inauguré en 1980), et d'autre part de remonter au Crey du Quart depuis la Sétaz les télésièges Montissot et Colérieux inaugurés en 1982). Les deux domaines sont alors totalement unifiés, la liaison Armera - Verneys skis-aux-pieds dans les deux sens est effective.
En 1985 naît la télécabine de la Sétaz, en remplacement d'un TSF2. Cette télécabine est une révolution pour Valloire, elle va considérablement augmenter le débit, et va permettre à la station d'accueillir des compétitions internationales de ski alpin. La télécabine va devenir la fierté et l'emblème de la station. 

#### 1986-1989: L'aventure Valmeinier 1800
En sommeil depuis une décennie, Valmeinier relance à partir de 1982 son projet de station d'altitude et de nouveau domaine skiable. Les plans d'origine prévoyaient la construction de la station et du nouveau domaine dans le fond de la vallée de la Neuvache, mais cette possibilité a été abandonnée dès 1973. Cependant, Valmeinier fait face à un problème de logements touristiques. En effet, la commune a un domaine skiable, mais n'a pas de vraie station, seulement des logements éparpillés dans le village et les hameaux. Il apparaît alors, 10 ans après l'abandon du premier projet de station, finalement nécessaire d'en construire une pour la survie de la commune. C'est le site relativement vierge des Islettes qui est choisi pour l'implantation de la nouvelle station. Il présente l'avantage de ne pas être trop loin du village d'origine, et le massif du Gros Crey juste au-dessus est jugé très favorable au ski alpin, bien enneigé et orienté, et très commercial par conséquent. De plus, il convient pour être la première pierre de l'immense projet de la Croix du Sud qui va rapidement émerger. 
Le projet de station est validé et autorisé en 1983, et les travaux commencent en 1985. La première remontée à naître est le télé-pulsé de l'Armera, prévu depuis quelques années, et permettant de relier le village et le Gros Crey au Crey du Quart. Puis en 1986-1988, le domaine du Gros Crey est créé, ainsi que la station de Valmeinier 1800. Fin 1988, 5 remontées ont été construites : TSF Gros Crey et Roi, TK Pré Aynard et Petites Anglaises, et le premier télésiège débrayable du domaine, le TSD 4 places des Jeux. En 3 ans, le domaine du Gros Crey a atteint quasiment sa taille actuelle, et Valloire-Valmeinier revendique alors 135 km de pistes. Valmeinier avait alors beaucoup de projets pour le domaine skiable, dont une liaison avec Valfréjus, une nouvelle station sur la commune d'Orelle, et Bardonnèche (projet du domaine skiable de la Croix du Sud), mais la suite fut tout autre.

#### 1990-2003: Stagnation et obsolescence
La situation financière de Valmeinier devient rapidement très critique. Le domaine a grandi beaucoup trop vite et est largement disproportionné par rapport au nombre de lits. La station est surendettée, tandis que les hivers 87 à 90 sont mal enneigés. À cela s'ajoute la crise de l'immobilier. La station fait faillite en 1997. La conséquence pour le domaine est donc un gel total des investissements durant la totalité des années 1990. Aucune nouvelle remontée, ni piste à Valmeinier durant cette décennie, seulement quelques enneigeurs. Finalement le domaine et la station sont repris par le département à la fin des années 1990 (il existait une garantie de reprise par le département depuis le début), et les investissements reprennent peu à peu à partir de 2000.
A Valloire, le plateau de Thimel est réorganisé en 1989 :
- Un télésiège 4 places (le premier de Valloire) est installé en remplacement des 3 anciens téléskis.
- Le téléski des Diseurs est supprimé, devenu inutile depuis l'installation de Cornafond et la télébenne de la Sétaz (1945) est fermée.

Hormis le télésiège de Moulin Benjamin installé en 2002, il n'y aura plus aucune modification sur la Sétaz avant 2012.
Le petit domaine du Crêt Rond existe toujours dans les années 1990, mais sa fréquentation est en chute libre. Il est excentré, petit, et souvent mal enneigé, et donc déserté. Dans les dernières années, les pistes étaient coupées en bas par les nouvelles routes et résidences, et les pistes ont arrêté d'être damées, le télésiège ne dessert alors que du hors-piste de facto. Cette agonie dure jusqu'en 2000 avec l'arrêt définitif de l'installation avant démontage en 2005. Dernière remontée, le téléski Ruaz est fermé en 2002 (démonté en 2004), entérinant ainsi l'abandon provisoire puis définitif du massif. 
De l'autre côté de Valloire, en 1994, alors que plusieurs remontés historiques, les dernières antérieures à 1960 (le téléski de Saint-Pierre (1945), et le téléski du Grand Hôtel (1938)), disparaissent, la régie de Valloire lance une première rénovation du Crey du Quart. Les remontées sont d'origine (près d'un quart de siècle) et manquent de débit. 
- Le téléski de Château Ripaille est reconstruit sur un tracé différent.
- Le téléski du Lac de la Vieille est démonté et est réinstallé sur un secteur encore vierge : le Grand Plateau.
- Pour remplacer le téléski, Valloire décide d'installer un télésiège fixe 4 places (acheté d'occasion à la station de l'Alpe d'Huez (TSF Bergers), qui elle-même l'avait achetée en 1990 à la station de Serre-Chevalier (TSF du Puy Chalvin, ouvert en 1989 et utilisé seulement 10 jours !)[18]).
- En 1997, le TSF3 Montissot est remplacé par un TSF4 sur un tracé différent en raison de glissements de terrain.
- Nouveau téléski de Pagoret en 1999 pour soulager le télésiège du Lac de la Vieille de l'époque

Cependant, la fin des années 1990 et le début des années 2000 sont marquées par une très forte augmentation du nombre de logements touristiques, et la régie a procédé à l'économie et à court terme en se contentant sur un massif commercial d'un télésiège fixe comme remontée structurante, entourée de téléskis à faible débit. 
La saturation demeure. Le problème est même amplifié par le remplacement après des années d'attente des deux télésièges biplaces au départ de la station par la télécabine du Crêt de la Brive en 1999, qui ramène beaucoup plus de skieurs dans ce secteur. La situation devient alors critique pendant les vacances scolaires. Un second investissement de masse devient urgent. Une renaissance du Crêt Rond était envisagée à partir de 2002, et le télésiège du Moulin Benjamin a été construit en ce sens, mais la multiplication des projets immobiliers va paradoxalement tuer tous les projets d'extension pour longtemps, puisque la modernisation et l'augmentation de capacité de l'existant sont désormais les priorités absolues accaparant tous les investissements. Le parc de remontées est archaïque dans son ensemble et ne suit plus du tout la fréquentation grandissante. 
La liaison entre Valmeinier et Valloire est toujours assurée par un télépulsé et un télésiège biplace et des téléskis. L'ouverture du télésiège des Inversins en 2000 et la création des pistes Combe Orsière et Neuvache vont permettre de raccourcir le très long trajet dans les deux sens, mais le problème de saturation chronique et d'obsolescence demeure. 
En 1998, Valloire ouvre le Snowpark du Lac de la Vieille, et déplace en 1999 l'ancien espace débutant du Pré Rond à la Séa à la suite de l'ouverture de la télécabine. 

#### 2004-2017: Modernisation et restructuration générale
Décembre 2003 marque, 14 ans après celui de Valmeinier, la première mise en service d'un télésiège débrayable à Valloire. Il s'agit de Brive 2, dans le prolongement de la télécabine de 1999, et en remplacement du télésiège du Lac de la Vieille qui est déplacé sur son tracé actuel plus court et en remplacement du téléski de Pagoret. Brive 2, contrairement à ses prédécesseurs monte jusqu'au sommet et offre ainsi de nouveaux accès. 
Les problèmes de Valloire sont les mêmes côté Valmeinier, les remontées du Crey du Quart sont vieilles et ne débitent pas assez, et de loin. Elles sont pourtant stratégiques car toutes sans exception font partie de la liaison vers Valloire, qui à cette époque pouvait prendre plusieurs heures en période de vacances. 
La situation dans le sens Valmeinier > Valloire va progressivement s'améliorer dans les années 2000 :
- Le téléski de Plan Palais est doublé en 2000[12].
- En 2004, la SEMVAL décide de remplacer le vieux TSF2 Grandes Drozes par un TSD6[19].
- La même année, le télépulsé de l'Arméra est converti en télésiège fixe[20]
- En 2006 le téléski de la Girodière est remplacé par un télésiège 4 places[10].
- En 2007, après 3 années de saturation absolue des TK Plan Palais 1 et 2 et de la Combe[13], due à l'arrivée du TSD Grandes Drozes, le TK de la Combe est remplacé par le TSF4 Moneul[21]. Il permet, grâce à une nouvelle piste, de rejoindre directement le Grand Plateau et la Sétaz depuis Valmeinier.
- Également en 2007, le TSD Grandes Drozes est reconstruit, car touché comme toute la Maurienne par le béton pourri (ce sont ces travaux, d'un coût important, qui expliquent qu'il n'y a pas de TSD sur Moneul).

Dans l'autre sens, la liaison va être grandement améliorée en 2008 et surtout en 2013 avec la création respectivement des pistes noire Cotérieux et bleue Pierre du Midi qui permettent de rejoindre directement les Inversins et Valmeinier 1800 depuis les arrivées de Brive 2, Château Ripaille, Colérieux (aujourd'hui Montissot), évitant le long périple par Arméra/Roi ou Grand Plateau. 
Les stations Valmeinier 1800 et Valloire sont désormais distantes de seulement 1 heure pour les bons skieurs, un progrès immense par rapport à la situation antérieure. 
Le Crey du Quart a aussi été doté d'espaces ludiques : la zone Chrono en 2005, les Easyparks en 2008. Parallèlement, le Snowpark s'est agrandi et est alors classé dans le top 15 européen. Création d'un village d'igloos en 2009
Le plus vieux télésiège débrayable de Valmeinier, Jeux (1987), est remplacé par un 6 places sur le même tracé en 2011. 
En 2007, le domaine skiable Valloire-Valmeinier devient Galibier-Thabor, avec toujours deux sociétés de gestion différentes (la SEMVAL à Valmeinier, et la nouvelle SEM Valloire, qui remplace l'ancienne régie communale), mais une communication désormais commune entre les 2 stations. Mise en place du forfait Mains Libres
Après le Crey du Quart dans les années 2000, c'est au tour de la Sétaz d'être modernisée et restructurée, en 2012 et 2013. Sétaz 2, dernière vraie relique de Valloire, télésiège biplace partiellement séxagénaire, tire sa révérence :
- TSD6 Cornafond en remplacement de TSF2 Sétaz 2, TKD Sétaz 3 et TKD Cornafond
- TSD6 Verneys en remplacement de TSF4 Verneys
- Remplacement des cabines Sigma SP77 de la télécabine, alors âgées de 27 ans, par des CWA Oméga 3 Light

Après plusieurs années calmes en matière d'investissements est entamée la dernière étape de la modernisation entamée dans les années 2000, la restructuration de l'axe Montissot-Colérieux-Grand Plateau, dernier point noir du domaine (obsolescence et manque de débit). Elle sera concrétisée en 2019 avec le remplacement des deux télésièges fixes par un unique appareil débrayable 6 places, et une nouvelle piste pour rejoindre la Séa et les Lutins depuis le Grand Plateau. Plusieurs solutions ont été envisagées pour le renouvellement de cet axe, certaines comprenaient le remplacement du téléski du Grand Plateau, mais celui a finalement été épargné par la solution retenue. Il reste en place pour une durée pour l'instant indéfinie.

#### Depuis 2017: Diversification et extensions
En 2017, création d'un boardercross et d'un nouvel espace débutant avec tapis roulant sur le plateau de Thimel (la gare de départ de Sétaz 2 construite en 1951, qui était à l'abandon mais toujours debout, a été démolie en juillet 2017). Remplacement du TKD Pré Varel par un téléski à enrouleur (TKE) et terrassements sur la zone.
En 2018, le plateau de Thimel s'étoffe d'une piste "Snow Bolide", avec virages, modules, tunnels... (les tunnels sont toutefois retirés l'année suivante). Une nouvelle piste est créée sur la Sétaz, la piste des Airelles, remplaçant Rhodos et Linaigrette, avec un tracé qui ne coupe plus la piste JB Grange. Le télékit est démonté après 45 ans de service, la piste associée des Bambins est déclassée.
En 2019, conjointement aux travaux de Montissot, l'extension du domaine skiable vers la pointe de la Sandonière, alors dans les cartons depuis 35 ans, se concrétise enfin après cinq ans de tracas administratifs avec la construction d'un télésiège débrayable 6 places et de deux pistes rouges associées ainsi qu'une piste noire (non notée sur le plan des pistes), portant l'altitude maximale du domaine à 2 750 mètres. D'autre part, le dernier téléski fixe du domaine, Saucette, est remplacé par un téléski à enrouleur sur le même tracé et avec un meilleur débit.
Autre changement notable en 2019, le Snowpark quitte son emplacement historique et déménage à proximité du téléski de la Crête, dans un espace vierge. L'ancien emplacement est réattribué à la piste Gentiane, qui reprend son tracé historique.
Enfin, la zone au sud de la piste des Mérégers, déjà fréquentée auparavant par les skieurs hors-piste, devient une zone non damée mais sécurisée, signalée sur le plan des pistes. Son accès est facilité par un petit télécorde, installé à l'automne 2019. Toutefois, il semble ne pas avoir été en service ne serait-ce qu'un jour au cours de la saison 2019-2020, et n'apparaît plus sur le plan des pistes la saison suivante.
La fin de la saison 2019-2020 est marquée, dans toutes les stations françaises, par la fermeture brutale et définitive du domaine et des stations le 15 mars 2020 au soir, contrainte par les mesures sanitaires exceptionnelles liées à la pandémie de COVID-19. La saison estivale 2020 se déroule normalement, mais la fermeture des remontées mécaniques est ensuite renouvelée pour toute la saison hivernale 2020-2021.
Des travaux de drainage et de réhabilitation ont eu lieu sur la piste Choucas pendant l'été 2020, notamment à la suite d'un éboulement.
La télécabine 6 places de la Sétaz de 1985 est remplacée à l'été 2024 par un nouvel appareil doté de cabines de 10 places sur le même tracé. 

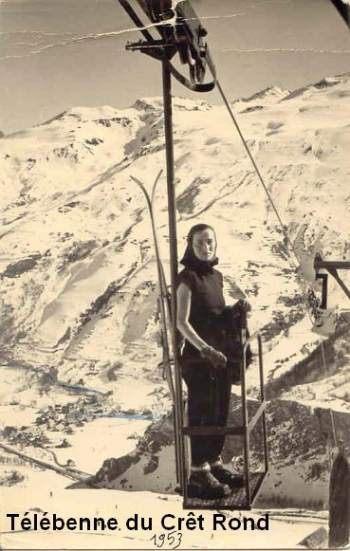
Télébenne du Crey Rond en 1953.
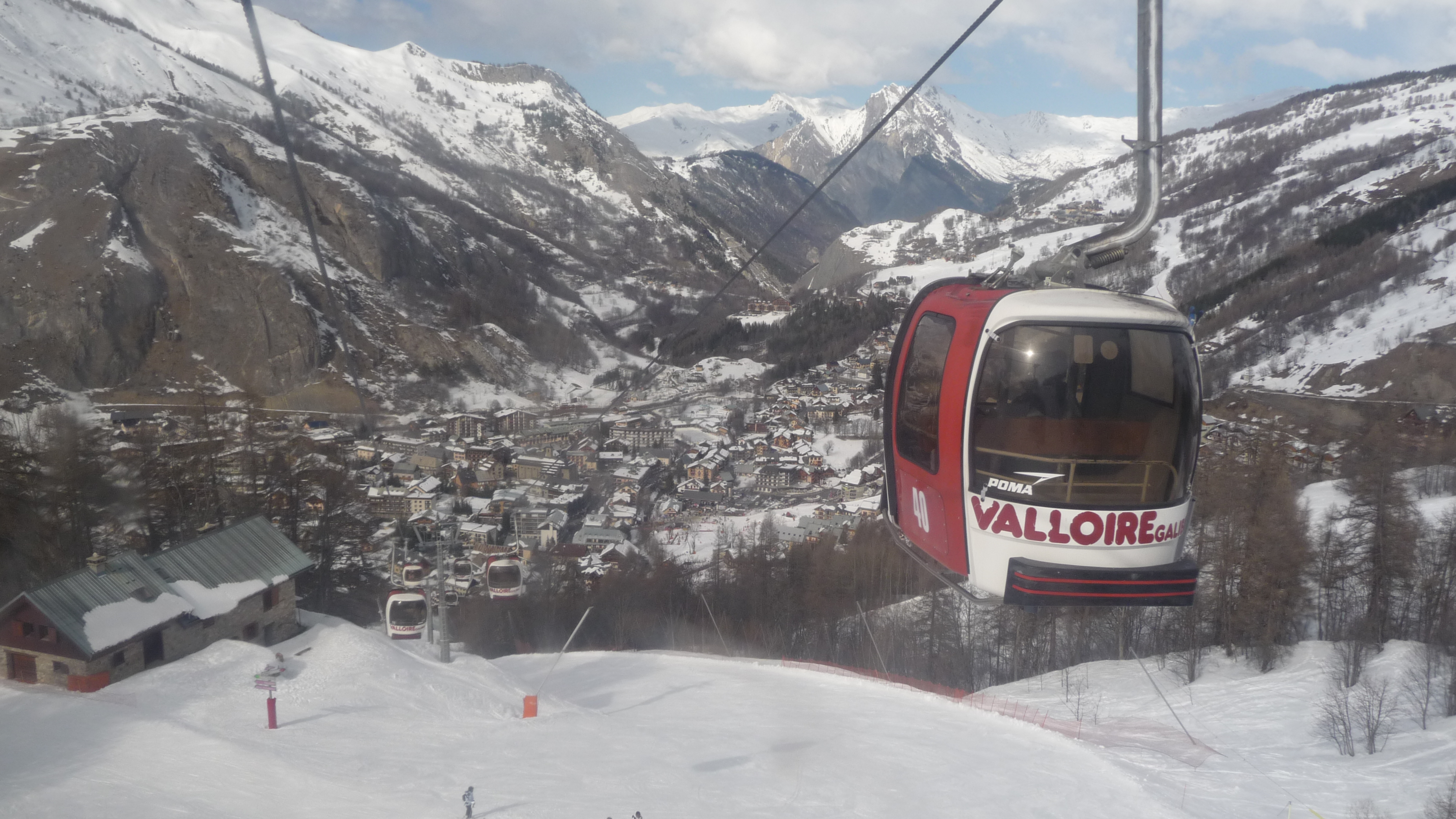
Anciennes cabines de la Sétaz.
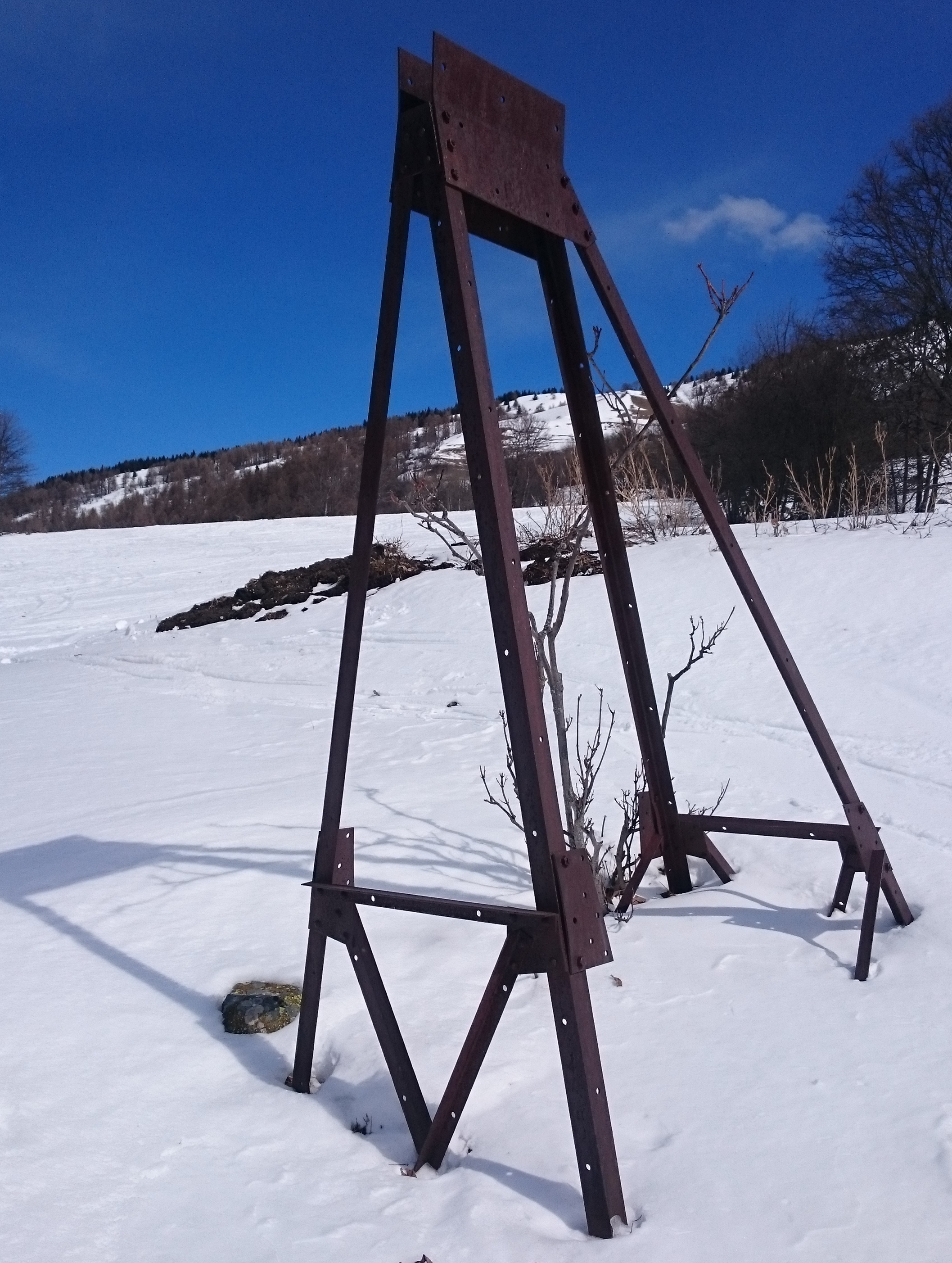
Le dernier vestige du remonte-pente de l'Epinette au hameau des Granges.
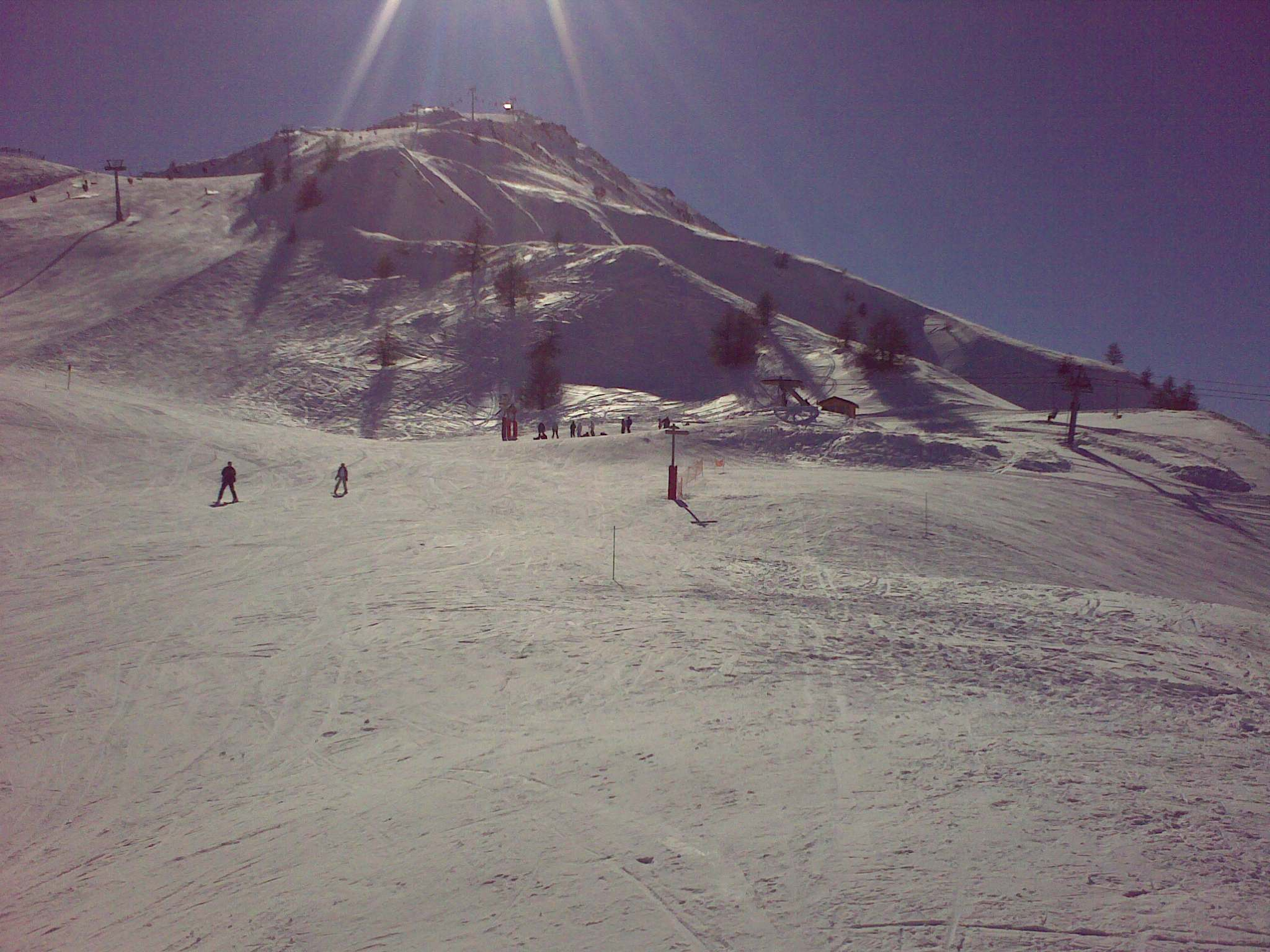
Les anciens télésièges Verneys et Sétaz 2.

#### Enneigement artificiel

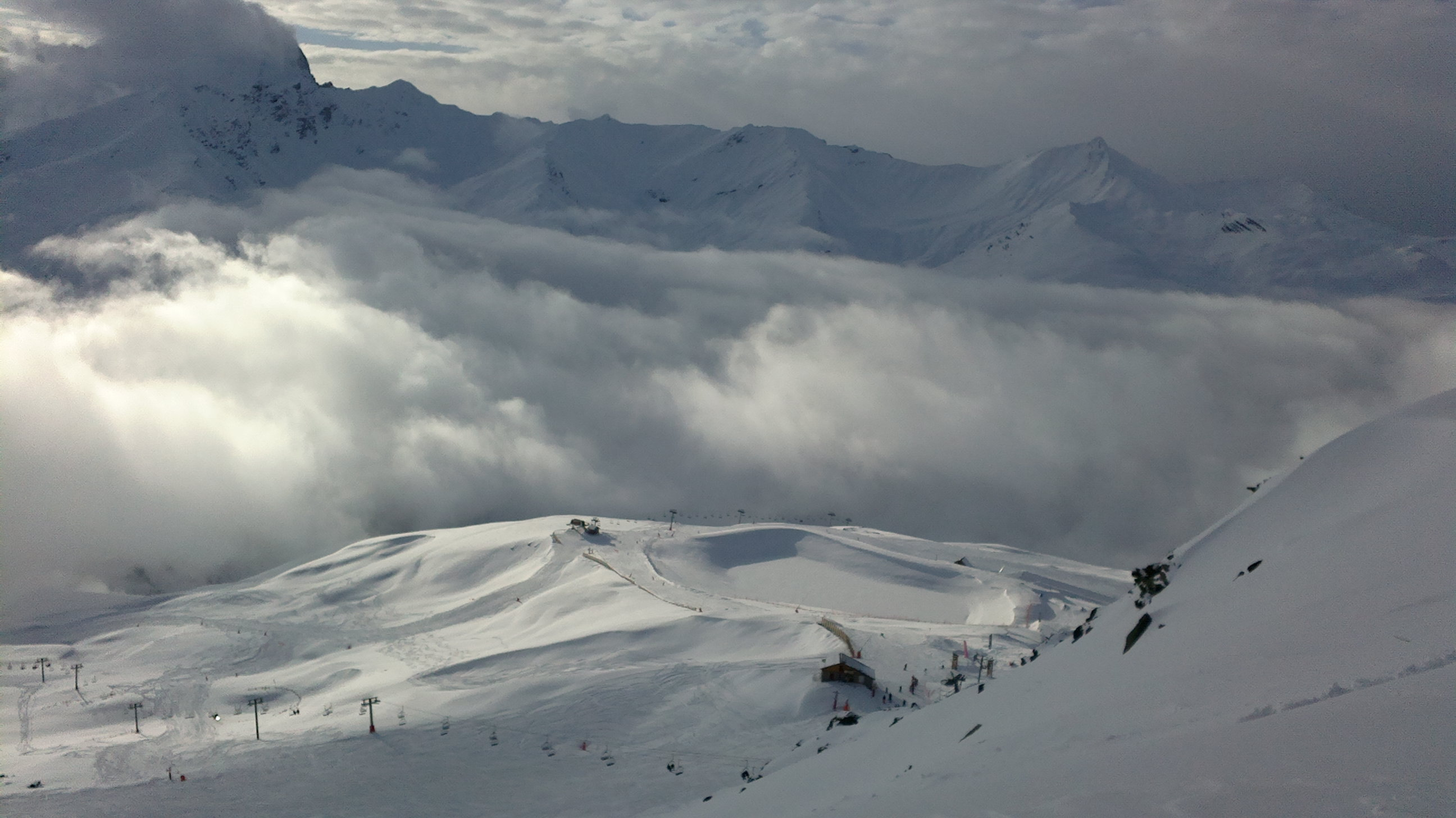
Retenue collinaire du Lac de la Vieille, au cœur du domaine skiable

Valloire a installé ses premiers enneigeurs en 1989, sur le Massif de la Sétaz. La première usine à neige est créée cette année-là au croisement des pistes Marmotte-Myosotis. D'autres enneigeurs suivront en 1990. Toutes les pistes du premier tronçon de la Sétaz seront progressivement équipées au cours des années 1990. En 2003, 72 enneigeurs sont installés pour la première fois sur le Crey du Quart. 25 autres enneigeurs sont installés sur les deux massifs en 2004. En 2007, la retenue collinaire du Lac de la Vieille est construite, la Valloirette était jusque là la seule source d'alimentation du réseau. Une nouvelle usine à neige (la deuxième à Valloire) est construite avec la retenue. Cette retenue a permis à l'époque de tripler la vitesse de production. Par la suite, d'autres pistes sur le Crey du Quart seront équipées, notamment la piste des Lutins permettant le retour station. Une troisième usine à neige est construite en 2017, en haut du TSD Verneys. Elle est elle aussi reliée à la retenue du Lac de la Vieille. Elle va permettre d'enneiger à terme tout le massif de la Sétaz.
Le Snomax, un additif qui permet de produire de la neige de très bonne qualité par des températures plus élevées, a été utilisé à titre scientifique entre 2001 et 2003 sur le plateau de Thimel, avant son interdiction en France. Le but était d'étudier son impact sur la faune et la flore, jugé à l'époque minime mais pas inexistant.
Valmeinier dispose d'un réseau de neige de culture depuis la fin des années 1980. Il se situait au début uniquement sur le jeune massif du Gros Crey. Une retenue collinaire a été construite à cette époque dans le secteur du Roi. Le réseau s'agrandit peu à peu depuis sur le massif grâce à la retenue. Toutes les pistes à basse altitude et les pistes de liaison importantes ont été progressivement équipées. Un autre réseau, plus modeste et plus récent, est présent sur le bas du Crey du Quart. Il est alimenté par la Neuvache. Il est progressivement étendu.
En 2002, il y avait 266 enneigeurs sur le domaine, il y en avait plus de 400 en 2007.
En 2019, il y a 690 enneigeurs, dont environ 455 pour Valloire seul.
En 2021, on compte 710 enneigeurs sur le domaine, plus de 50 % du domaine est couvert.

### Futur
Dernière mise à jour : mai 2025

#### Valloire
- Développement de la couverture en neige de culture pour atteindre 60 % du domaine.
- Deux nouvelles retenues collinaires sur la Sétaz (2026-2027)[27]
- Nouveau garage et atelier pour engins et dameuses (2026-2027)[28]
- Extension sur environ 100 hectares du domaine skiable au-delà du Grand Plateau, avec un nouveau télésiège et quatre pistes (vers 2029)[29]
- Nouvelle piste reliant Verneys à Moulin Benjamin[30]
- Rénovation de la télécabine de la Brive (2028)[31]
- Rénovation du TSD Brive 2 (vers 2032)[31]
- Espace "Grands débutants" sur le plateau de Thimel (2025)[30]

#### Valmeinier
- Extension à Valmeinier de l'enneigement artificiel sur le Crey du Quart
  - Piste Grapil en 2024 ou 2025[32]
- Modernisation de l'axe Roi - Gros Crey (2025-2028)[33]
  - Remplacement du télésiège Roi par une télécabine (2025 ou 2026)[34]
  - Remplacement du télésiège Gros Crey, selon des modalités à définir.

### Projets abandonnés
Liste non exhaustive
- 1954 : téléphérique sur le Crey du Quart, projet abandonné à cause de la mort de son promoteur, Gabriel Julliard[5]
- Années 1960 : Super Valloire, station à 1 800 m d'altitude, à Bonnenuit, et développement du domaine dans ce secteur. Le projet a été abandonné car il aurait fait concurrence aux commerçants de Valloire et au petit domaine de la Sétaz de l'époque[35] ;
- Années 1970 : Station d'altitude au Pré Rond (1 600 m)[35] ;
- Années 1960 : Station d'altitude de Valmeinier, construite au fond de la vallée de la Neuvache. Le projet a été abandonné en 1973 car il était trop coûteux et cette station aurait été trop éloignée du chef-lieu et du domaine du Crey du Quart[35] ; De plus, la plupart des habitants étaient contre car ils n'étaient pas associés au projet.
- Années 1980 : TSD au départ de la station de Valloire sur le Crey du Quart
- 1986 : Domaine skiable de la Croix du Sud : grand domaine skiable reliant Valloire, Valmeinier, Valfréjus, Bardonnèche, et une nouvelle station nommée Val d'Orelle. Projet abandonné en 1993, à cause des faillites de Valmeinier et Valfréjus, ainsi que du coût trop important et des problèmes environnementaux[36]. En 1995, Orelle, face à l'échec de la Croix du Sud, se relie aux Trois Vallées, enterrant définitivement le projet de station d'altitude en Maurienne.
- 1987 : Développement du domaine sur le versant nord du Crey Rond (secteur nommé Méraloup). Projet abandonné dans les années 1990[35] ;
- 2001 : Projet de réaménagement du massif du Crey Rond. L'ancien télésiège du Crey Rond datant des années 1960 a été définitivement fermé en 2000, rendant le massif totalement inaccessible aux skieurs. Il a alors été envisagé de rouvrir le massif en installant un TSD4 et un TSF4 (sommet  2 325 m), un dossier UTN avait été fait. Mais face à l'explosion du nombre de lits à cette époque, la SEM a dû changé ses priorités et remplacer en urgence le télésiège fixe du Lac de la Vieille face à un télésiège débrayable. Par la suite, le besoin de moderniser et d'enneiger le domaine existant se faisait insistant et beaucoup plus prioritaire, et sachant que ce domaine n'aurait pas été rentable, car trop petit et trop excentré, et souvent mal enneigé, le projet de réaménagement n'a finalement jamais abouti[37].
- Années 2000 : Stade de slalom aux Ratissières[38]
- Années 2000 : TSD du Praz : télésiège à Saint-Pierre, départ face au cinéma, et création d'un front de neige de ce côté.
- Années 2000 : anciens projets pour Moneul : TSD en remplacement des téléskis Plan Palais, ou TSD Pierre du Midi partant de Praz Violette, arrivée au sommet du Crey, ou TSD Moneul, avec arrivée au sommet du Crey (TSD finalement construit sous forme de TSF à tapis, à cause des problèmes de béton pourri sur le TSD Grandes Drozes, qui ont impliqué sa reconstruction, et donc une perte conséquente d'argent empêchant la construction d'un TSD)
- Années 2000 : Liaison par télésiège : Inversins → Grand Plateau (ou Crey du Quart).
- Années 2000 : Deuxième Snowpark, à Valmeinier
- Années 2000 : Liaison avec les Karellis
- Années 2000 : Extension du domaine au-delà du Grand Plateau : Télésiège aux Mérégers, en direction du Crêt de Péré.
- Années 2000 : Nouvel accès au domaine depuis le hameau des Granges, avec un nouveau télésiège et la reprise d'anciennes pistes
- 2005 : Remontage du TK Pagoret en prolongement de celui de la Séa
- Années 2010 : Tunnel skieurs pour la piste Silène sous la route de l'Archaz, qui coupe actuellement la piste au hameau du Pontet
- 2010 : Remplacement du TSF2 Crey du Quart (raison pour laquelle celui-ci rouillait sur place car remplacer un télésiège existant évite notamment de faire un nouveau dossier UTN, contrairement à l'implantation d'une remontée en site vierge).
- 2010-11 : Rénovation du massif de la Sétaz par la construction d'un TSD6 Sétaz 2 et de deux télésièges fixes en remplacement du télésiège des Verneys et du téléski de Cornafond, sur des tracés identiques ou très proches. Le projet est abandonné au profit du projet qui a été finalement appliqué en 2012 (et qui était le projet initial des années 2000), notamment car deux remontées coûtent moins chères que trois remontées, et la circulation générale et la répartition des flux sur le massif n'auraient pas été améliorés. À noter qu'il était prévu un TSF4 sur les Verneys jusqu'en mars 2012, mais la différence de prix de plus en plus faible entre un TSF et un TSD a fait changer d'avis la station au dernier moment.
- Années 2020 : Retour du projet Croix du Sud : Liaison avec Valfréjus, Modane, et Orelle (et par extension les Trois Vallées)[39]. Prévu dans le plan :
  - 5 nouvelles remontées entre Valmeinier et Valfréjus, dont deux dans la vallée du Lac de Bissorte, liaison par le col des Marches et le col des Sarasins.
  - Liaison par téléporté entre Modane et Valfréjus
  - Nouvelle télécabine entre Valfréjus 1 550 et le Lavoir 1 920 m
  - Remontée en 3 tronçons entre Orelle et le refuge des Marches (centre du nouveau domaine skiable et de la liaison Valmeiner-Valfréjus) (réutilisation du téléphérique EDF ?)
  - 85 hectares de nouvelles pistes
- Années 2020 : Extension sur 300 ha du domaine skiable, en direction de l'Aiguille Noire, jusqu'au secteur de la Plagnette, avec deux nouveaux télésièges. Nouveau sommet du domaine de Valloire à 2 675 m (Pas des Griffes)[28],[40],[41],[42]. Approbation du retrait du PLU de Valloire le 29 avril 2021.
- Retenue collinaire sur le Crey du Quart, dans le secteur des TK Crête et Plan Palais (vers 2023/2025)

## Domaine skiable

Sommets depuis le domaine skiable de Valloire

Le domaine s'étend de 1 410 m (officiellement 1 430 m) à 2 740 m. 70% du domaine est situé au-dessus de 2 000 m. Le domaine skiable possède au total 150 km de pistes, 89 pistes de tous niveaux (9 noires, 31 rouges, 25 bleues et 21 vertes), 30 remontées mécaniques (le débit horaire des remontées mécaniques est de 49 140 skieurs par heure, 26 500 pour Valloire uniquement), 3 stades de slalom, 2 pistes de compétitions internationales homologuées (JB Grange, anciennement Marmotte, et Cascade).
Il y a 710 enneigeurs sur l'ensemble du domaine pour l'hiver 2020/2021, couvrant plus de 50 % du domaine.
L'enneigement artificiel couvre, en janvier 2019, grâce à 455 enneigeurs, 48,90 % des pistes de Valloire (62,34 % sur la Sétaz et 38,38 % sur le Crey du Quart). Il y a 3 usines à neiges, utilisant l'eau de la retenue collinaire et si besoin de la Valloirette.
À Valmeinier, la moitié des pistes du Gros Crey sont couvertes (utilisant la retenue sous le télésiège du Gros Crey), mais la couverture est pour l'instant limitée à 6 pistes seulement sur le Crey du Quart (l'eau est uniquement pompée dans la Neuvache).
La gestion du domaine de Valmeinier est assurée depuis 1987 par la SEMVAL (détenue à 67 % par le département). La SEM Valloire gère l'autre partie du domaine Galibier-Thabor depuis 2007. Les deux SEM ont chacune succédé à une régie communale. C'est à l'occasion du changement de 2007 que le domaine Valloire-Valmeinier a été renommé Galibier-Thabor.

### Liste des remontées mécaniques et des pistes
,,,,.
Notes
Les valeurs en italique sont approximatives
Les tableaux des pistes indiquent les caractéristiques actuelles de la piste, mais l'année indiquée est celle de l'ouverture de la piste à l'origine, qui peut être différente de l'actuelle (changement de tracé, allongement, rétrécissement, élargissement, changement de classement, etc.)
Légende
- TSD = télésiège débrayable
- TSF = télésiège fixe
- TCD = télécabine débrayable
- TKD = téléski débrayable
- TKE = téléski à enrouleurs
- TKF = téléski fixe
- le chiffre indique le nombre de places par véhicule

Le domaine est divisé en 4 secteurs : Valloire Sétaz, Valloire Crey du Quart, Valmeinier Crey du Quart et Valmeinier Gros Crey.

#### Valloire - Sétaz

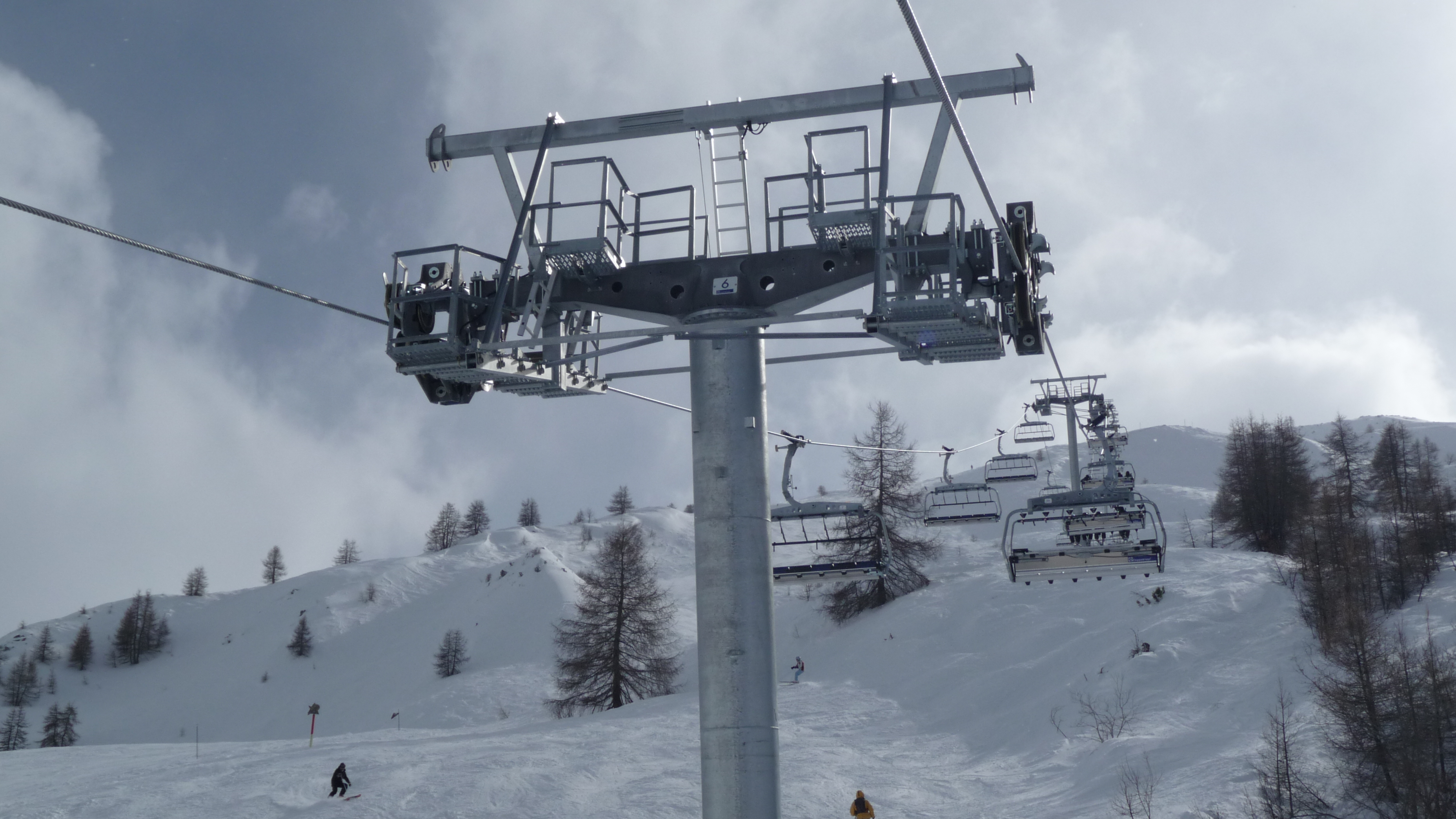
TSD Cornafond

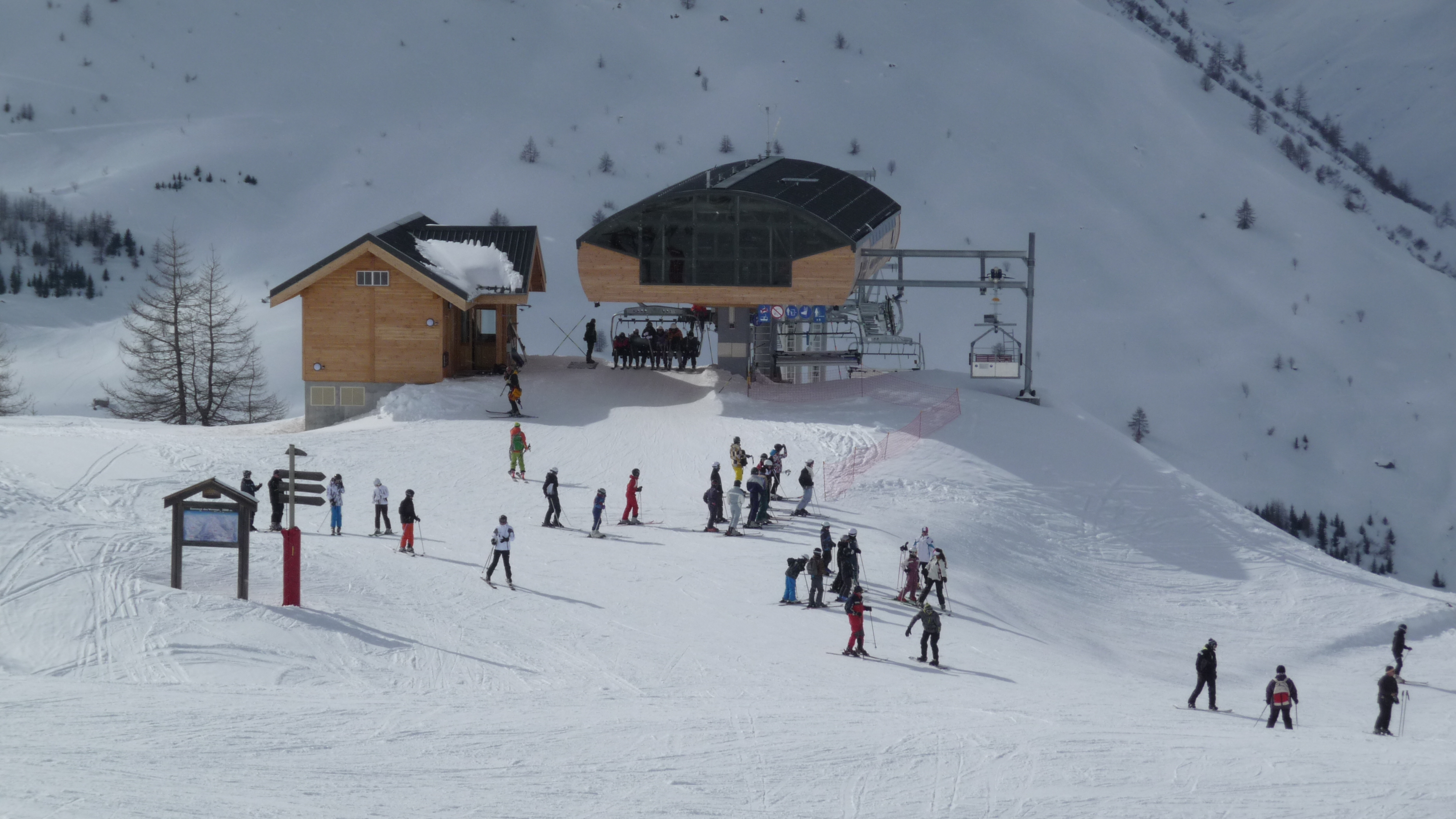
Arrivée du TSD Verneys.

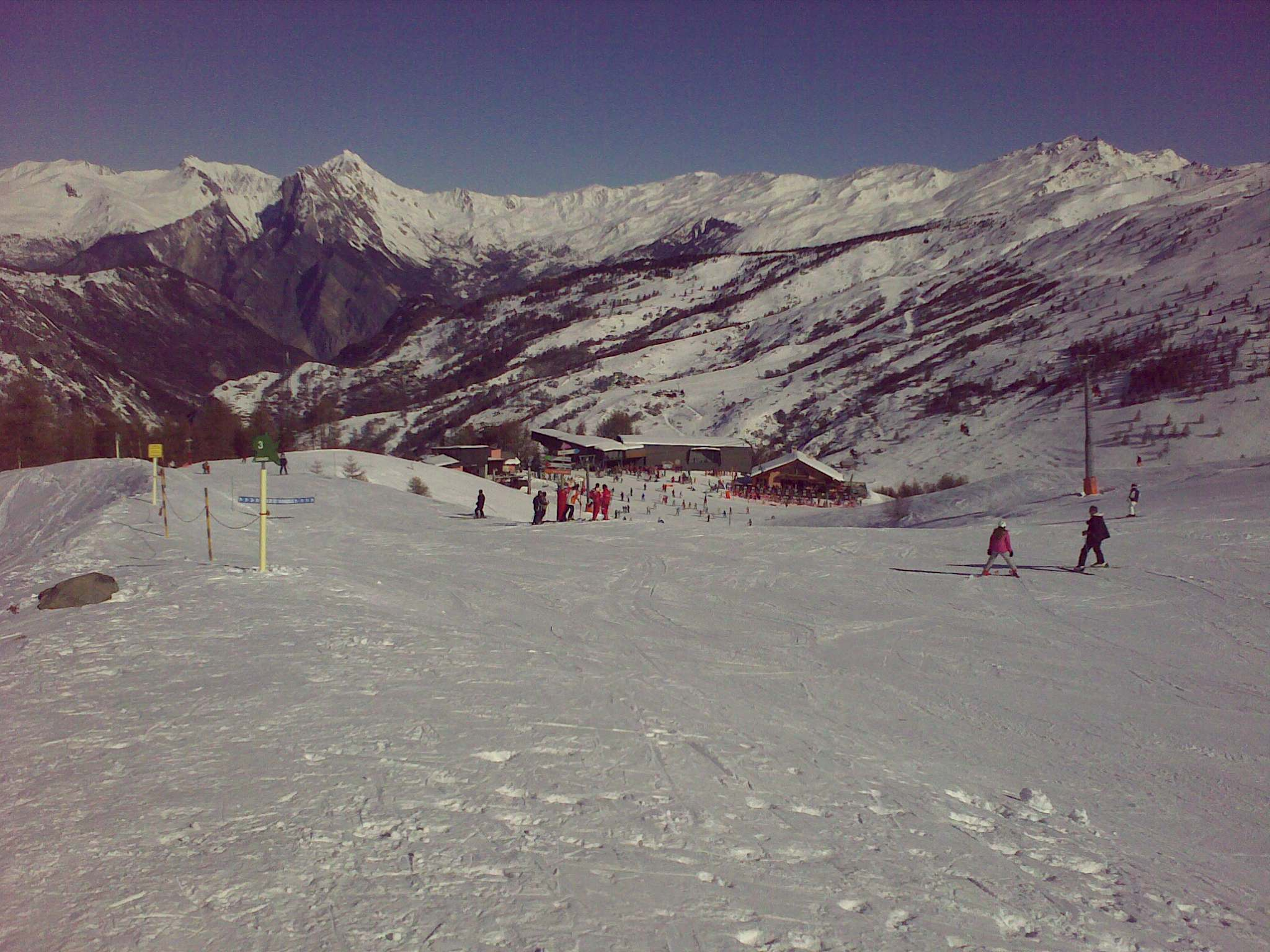
La piste Joubarde et la Combe Thimel.

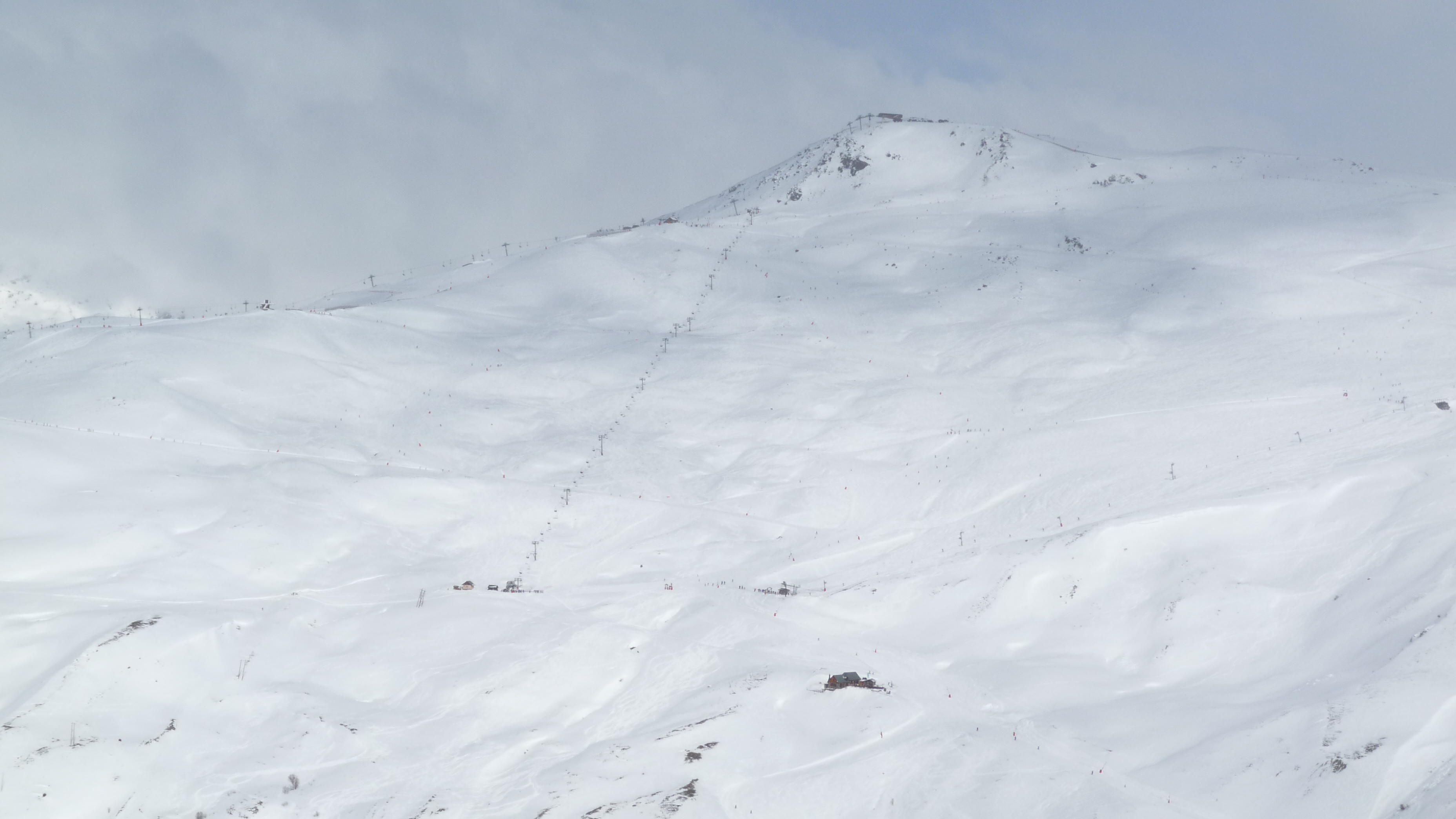
Massif du Crey du Quart, secteur Colérieux/Grand Plateau.

| Nom / type           | Altitude aval | Altitude amont | Dénivelé | Temps de trajet | Longueur | Débit     | Vitesse                    | Constructeur   | Mise en service |
| -------------------- | ------------- | -------------- | -------- | --------------- | -------- | --------- | -------------------------- | -------------- | --------------- |
| TSD6 Cornafond       | 1 730 m       | 2 316 m        | 586 m    | 5m32            | 1 621 m  | 3 000 p/h | 5,25 m/s                   | Doppelmayr     | 2012            |
| TSD6 Verneys         | 1 557 m       | 2 000 m        | 443 m    | 3m49            | 1 000 m  | 2 700 p/h | 5,25 m/s                   | Doppelmayr     | 2012            |
| TCD10 Sétaz          | 1 420 m       | 1 927 m        | 507 m    | 3m30            | 1 447 m  | 2 395 p/h | 7 m/s                      | Doppelmayr     | 2024            |
| TSF4 Thimel          | 1 920 m       | 2 021 m        | 101 m    | 2m48            | 358 m    | 2 400 p/h | 2,2 m/s                    | Poma           | 1989            |
| TSF4 Moulin Benjamin | 1 465 m       | 1 670 m        | 205 m    | 7m21            | 778 m    | 1 500 p/h | 2,1 m/s (réduit à 1,8 m/s) | Poma           | 2002            |
| TKD Verneys          | 1 560 m       | 1 573 m        | 13 m     | 1m19            | 171 m    | 400 p/h   | 2,57 m/s                   | Montaz Mautino | 1990            |
| Tapis Thimel         | 1 930 m       | 1 940 m        | 10 m     | 2m38            | 100 m    | 1 600 p/h | 0,7 m/s                    | Tusa           | 2017            |

| Piste                             | Alt. départ | Alt. arrivée | Longueur | Pente | Dénivelé | Neige de culture | Ouverture |
| --------------------------------- | ----------- | ------------ | -------- | ----- | -------- | ---------------- | --------- |
| Airelles                          | 2 010 m     | 1 670 m      | 1 700 m  | 20 %  | 340 m    | Oui              | 2018      |
| Blaireau                          | 2 021 m     | 1 750 m      | 530 m    | 24 %  | 270 m    | Non              | 1960      |
| Bouquetin                         | 2 315 m     | 2 020 m      | 1 100 m  | 21 %  | 300 m    | Non              | 1951      |
| Campanule                         | 1 660 m     | 1 500 m      | 600 m    | 26 %  | 150 m    | Oui              | 1962      |
| Cascade                           | 2 250 m     | 1 750 m      | 1 600 m  | 31 %  | 530 m    | Non              | 1970      |
| Chevreuil                         | 2 020 m     | 1 920 m      | 400 m    | 25 %  | 100 m    | Oui              | 1989      |
| Combe Thimel                      | 2 020 m     | 1 920 m      | 500 m    | 20 %  | 100 m    | Oui              | 1955      |
| Stade Thimel                      | 2 020 m     | 1 920 m      | 350 m    | 29 %  | 100 m    | Oui              | 1960      |
| Dahu                              | 2 300 m     | 1 750 m      | 2 400 m  | 23 %  | 550 m    | Non              | 2008      |
| Joubarde                          | 2 020 m     | 1 920 m      | 620 m    | 16 %  | 100 m    | Non              | 1960      |
| JB Grange (anciennement Marmotte) | 1 930 m     | 1 430 m      | 1 700 m  | 30 %  | 500 m    | Oui              | 1945      |
| Mélèzes                           | 1 920 m     | 1 720 m      | 800 m    | 41 %  | 200 m    | Oui              | 1960      |
| Myosotis                          | 1 930 m     | 1 430 m      | 5 000 m  | 10 %  | 500 m    | Oui              | 1960      |
| Olympique                         | 1 930 m     | 1 660 m      | 800 m    | 33 %  | 270 m    | Oui              | 1968      |
| Sétaz Bleue                       | 2 315 m     | 2 000 m      | 1 800 m  | 20 %  | 315 m    | Oui              | 1965      |
| Silène                            | 1 500 m     | 1 420 m      | 400 m    | 30 %  | 80 m     | Oui              | 1980      |
| Tétras                            | 2 210 m     | 2 084 m      | 350 m    | 33 %  | 130 m    | Non              | 1960      |
| Choucas                           | 2 000 m     | 1 560 m      | 1 160 m  | 25 %  | 440 m    | Non              | 1960      |
| Viclouse                          | 1 670 m     | 1 590 m      | 800 m    | 9 %   | 80 m     | Oui              | 2002      |
| Moulin                            | 1 670 m     | 1 465 m      | 450 m    | 8 %   | 205 m    | Oui              | 2002      |
| Muguet                            | 1 573 m     | 1 560 m      | 50 m     | 9 %   | 13 m     | Oui              | 1990      |
| Verneys                           | 1 675 m     | 1 560 m      | 1 000 m  | 11 %  | 115 m    | Oui              | 2002      |

#### Valloire - Crey du Quart

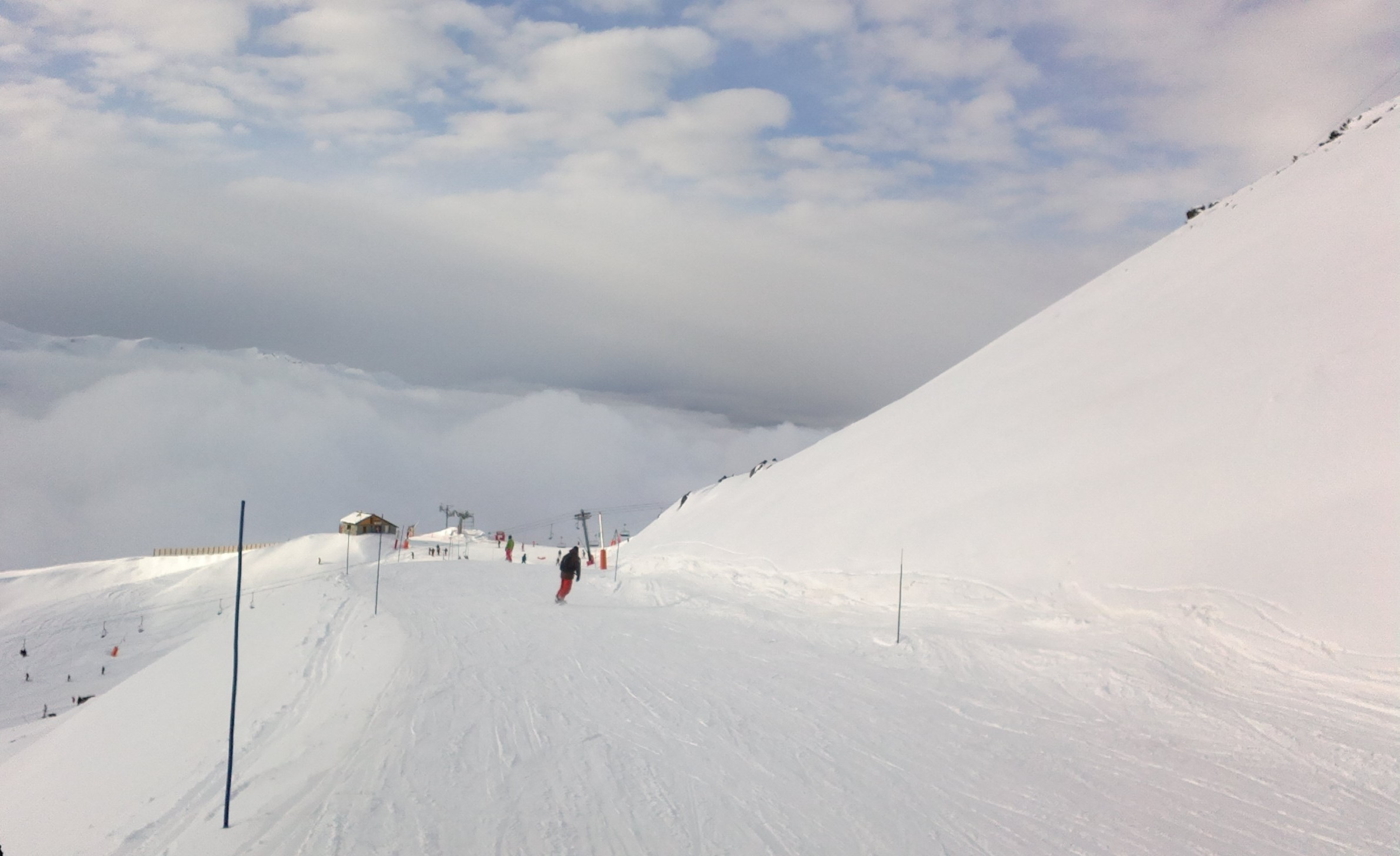
Piste bleue Crocus.

| Nom / type             | Altitude aval | Altitude amont | Dénivelé | Longueur | Temps de trajet | Débit     | Vitesse  | Constructeur          | Mise en service                           |
| ---------------------- | ------------- | -------------- | -------- | -------- | --------------- | --------- | -------- | --------------------- | ----------------------------------------- |
| TCD8 Crêt de la Brive  | 1 408 m       | 2 099 m        | 691 m    | 1 845 m  | 5m08            | 2 400 p/h | 6 m/s    | Poma                  | 1999                                      |
| TSD6 Montissot         | 1 738 m       | 2 415 m        | 675 m    | 2 079 m  | 6m05            | 2 700 p/h | 6 m.s-1  | Doppelmayr            | 2019                                      |
| TSD6 Brive 2           | 2 050 m       | 2 525 m        | 475 m    | 1 670 m  | 5m25            | 3 000 p/h | 5 m/s    | Poma                  | 2003                                      |
| TSF4 Lac de la Vieille | 2 050 m       | 2 310 m        | 260 m    | 1 014 m  | 7m20            | 1 800 p/h | 2,3 m/s  | Poma                  | 2003                                      |
| TKD Château Ripaille   | 2 219 m       | 2 414 m        | 195 m    | 700 m    | 3m33            | 900 p/h   | 3,52 m/s | Montaz Mautino        | 1994                                      |
| TKD Grand Plateau      | 2 145 m       | 2 524 m        | 379 m    | 1 270 m  | 5m44            | 900 p/h   | 3,9 m/s  | Montaz Mautino / Poma | 1994                                      |
| TKD Crête              | 2 155 m       | 2 343 m        | 188 m    | 905 m    | 4m05            | 600 p/h   | 3,6 m/s  | Montaz Mautino        | 1971                                      |
| TKD Séa                | 2 099 m       | 2 130 m        | 31 m     | 315 m    | 3m36            | 400 p/h   | 1,40 m/s | Montaz Mautino        | 1999                                      |
| TLC Pas des Griffes    | 2500 m        | 2500 m         |          |          |                 |           |          | Gimar Montaz Mautino  | Aucune mise en service ; installé en 2019 |

| Piste      | Alt. départ | Alt. arrivée | Longueur | Dénivelé | Neige de culture | Ouverture              |
| ---------- | ----------- | ------------ | -------- | -------- | ---------------- | ---------------------- |
| Aigle      | 2 417 m     | 2 050 m      | 2 100 m  | 400 m    | Non              | 1970                   |
| Ancolie    | 2 310 m     | 2 230 m      | 500 m    | 80 m     | Oui              | 1999                   |
| Belette    | 2 417 m     | 2 083 m      | 1 200 m  | 300 m    | Non              | 1982                   |
| Blanchon   | 2 417 m     | 2 150 m      | 1 260 m  | 300 m    | Oui              | 1982                   |
| Chamois    | 2 000 m     | 1 750 m      | 1 700 m  | 400 m    | Non              | 1972                   |
| Crocus     | 2 525 m     | 2 417 m      | 1 000 m  | 100 m    | Oui              | 2003                   |
| Edelweiss  | 1 740 m     | 1 420 m      | 1 800 m  | 320 m    | Non              | 1972                   |
| Escargot   | 2 444 m     | 2 050 m      | 2 520 m  | 430 m    | Partiellement    | 1975                   |
| Gentiane   | 2 300 m     | 2 100 m      | 760 m    | 200 m    | Non              | 1972                   |
| Gerboise   | 2 524 m     | 2 150 m      | 1 520 m  | 350 m    | Non              | 1994                   |
| Lutins     | 2 083 m     | 1 420 m      | 4 700 m  | 670 m    | Oui              | 1988                   |
| Mérégers   | 2 524 m     | 1 850 m      | 2 300 m  | 520 m    | Non              | 2008                   |
| Mulots     | 2 150 m     | 1 750 m      | 1 000 m  | 400 m    | Oui              | 1982                   |
| Eterlou    | 2 000 m     | 1 900 m      | 520 m    | 95 m     | Oui              | 1980                   |
| Pervenche  | 2 417 m     | 2 230 m      | 860 m    | 200 m    | Non              | 1971                   |
| Primevère  | 2 524 m     | 2 100 m      | 3 000 m  | 420 m    | Oui              | 1994 (haut) 2019 (bas) |
| Rose       | 2 417 m     | 2 083 m      | 1 660 m  | 350 m    | Partiellement    | 1971                   |
| Séa        | 2 130 m     | 2 100 m      | 400 m    | 30 m     | Oui              | 1999                   |
| Selles     | 2 417 m     | 1 750 m      | 6 700 m  | 700 m    | Partiellement    | 1976                   |
| Soldanelle | 2 340 m     | 2 163 m      | 880 m    | 200 m    | Non              | 1971                   |
| Stade      | 2 300 m     | 2 100 m      | 620 m    | 200 m    | Non              | 1999                   |

#### Valmeinier - Crey du Quart

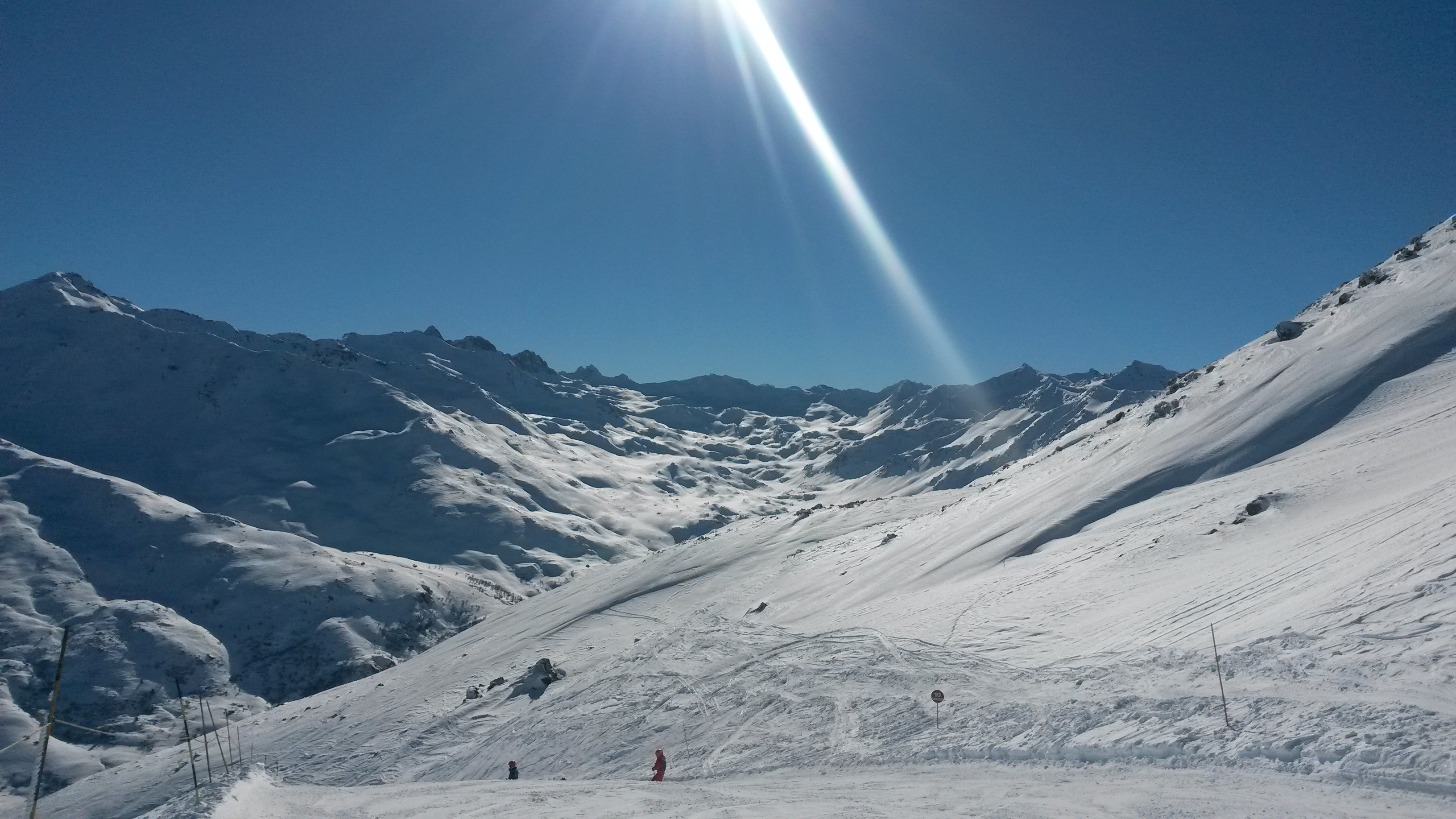
Le fond de la vallée de Valmeinier, depuis la piste Pierre du Midi.

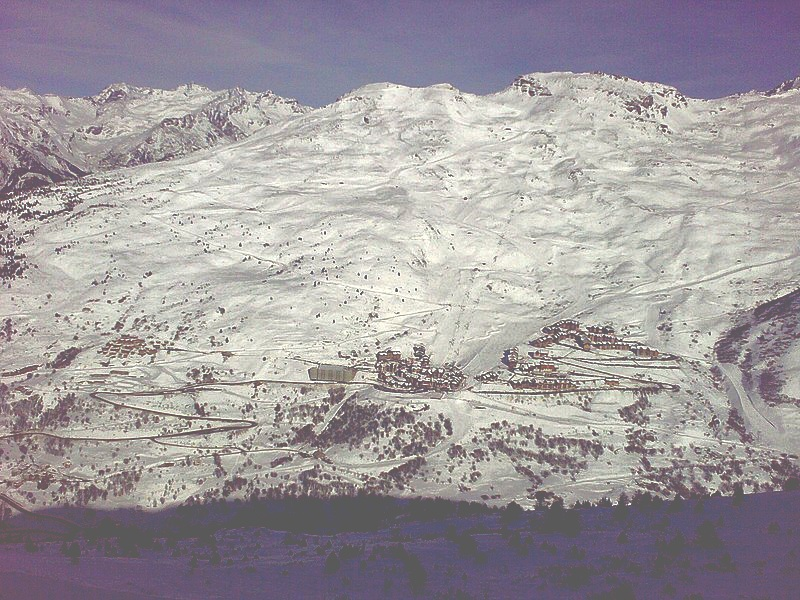
Massif du Gros Crey

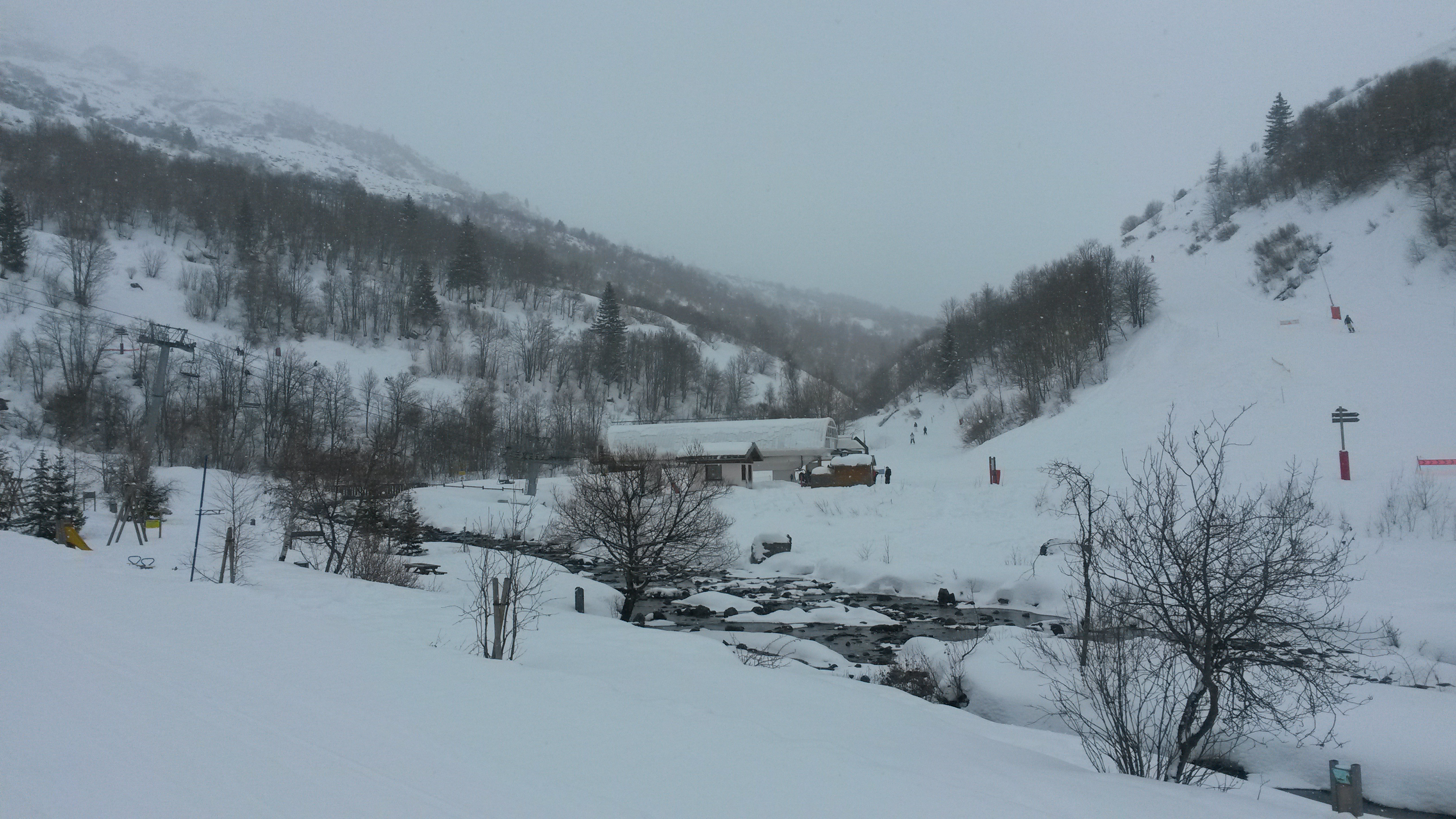
Départ du télésiège des Inversins.

| Nom / type          | Altitude aval | Altitude amont | Dénivelé | Longueur | Temps de trajet | Débit     | Vitesse  | Constructeur   | Mise en service |
| ------------------- | ------------- | -------------- | -------- | -------- | --------------- | --------- | -------- | -------------- | --------------- |
| TSD6 Grandes Drozes | 1 536 m       | 2 192 m        | 656 m    | 1 805 m  | 6m              | 2 500 p/h | 5 m/s    | Poma           | 2004            |
| TSF4 Girodière      | 1 501 m       | 1 634 m        | 133 m    | 416 m    | 3m              | 1 500 p/h | 2,3 m/s  | Poma           | 2006            |
| TSF4 Moneul         | 1 977 m       | 2 442 m        | 465 m    | 1 288 m  | 8m35            | 1 800 p/h | 2,5 m/s  | Poma           | 2007            |
| TSF4 Arméra         | 1 526 m       | 1 530 m        | 4 m      | 690 m    | 6m24            | 1 200 p/h | 1,8 m/s  | Montaz Mautino | 2004            |
| TKD Plan Palais 1   | 1 976 m       | 2 297 m        | 321 m    | 1 046 m  | 5m27            | 480 p/h   | 3,2 m/s  | Poma           | 1974            |
| TKD Plan Palais 2   | 1 976 m       | 2 297 m        | 321 m    | 1 046 m  | 5m32            | 810 p/h   | 3,15 m/s | Poma           | 2000            |
| TKE Pré Varel       | 1 549 m       | 1 596 m        | 47 m     | 208 m    | 1m25            | 900 p/h   | 2,5 m/s  | Poma           | 2017            |

| Piste          | Longueur | Dénivelé | Ouverture | Neige de culture |
| -------------- | -------- | -------- | --------- | ---------------- |
| Molodules      | 750 m    | 100 m    | 1960      | Oui              |
| Riouberoux     | 500 m    | 100 m    | 1974      | Oui              |
| Roches         | 300 m    | 50 m     | 1974      | Oui              |
| Pierre du Midi | 1 400 m  | 370 m    | 2013      | Oui              |
| Arméra         | 6 500 m  | 800 m    | 1974      | Partiellement    |
| Combe Orsière  | 6 500 m  | 900 m    | 2001      | Partiellement    |
| Combe          | 1 500 m  | 300 m    | 1974      | Non              |
| Génévrier      | 800 m    | 100 m    | 2004      | Non              |
| Grapil         | 3 200 m  | 570 m    | 1974      | Non              |
| Mine           | 1 200 m  | 200 m    | 2004      | Non              |
| Arcosses       | 1 100 m  | 200 m    | 2004      | Non              |
| Goulet         | 1 200 m  | 300 m    | 1974      | Non              |
| Plan Palais    | 1 400 m  | 300 m    | 1980      | Non              |
| Praz Conduite  | 1 600 m  | 300 m    | 1980      | Non              |
| Praz Violette  | 2 000 m  | 400 m    | 1980      | Non              |
| Stade          | 1 400 m  | 300 m    | 1980      | Non              |
| Cotérieux      | 1 200 m  | 350 m    | 2007      | Non              |
| Grandes Drozes | 1 600 m  | 450 m    | 1974      | Non              |

#### Valmeinier - Gros Crey

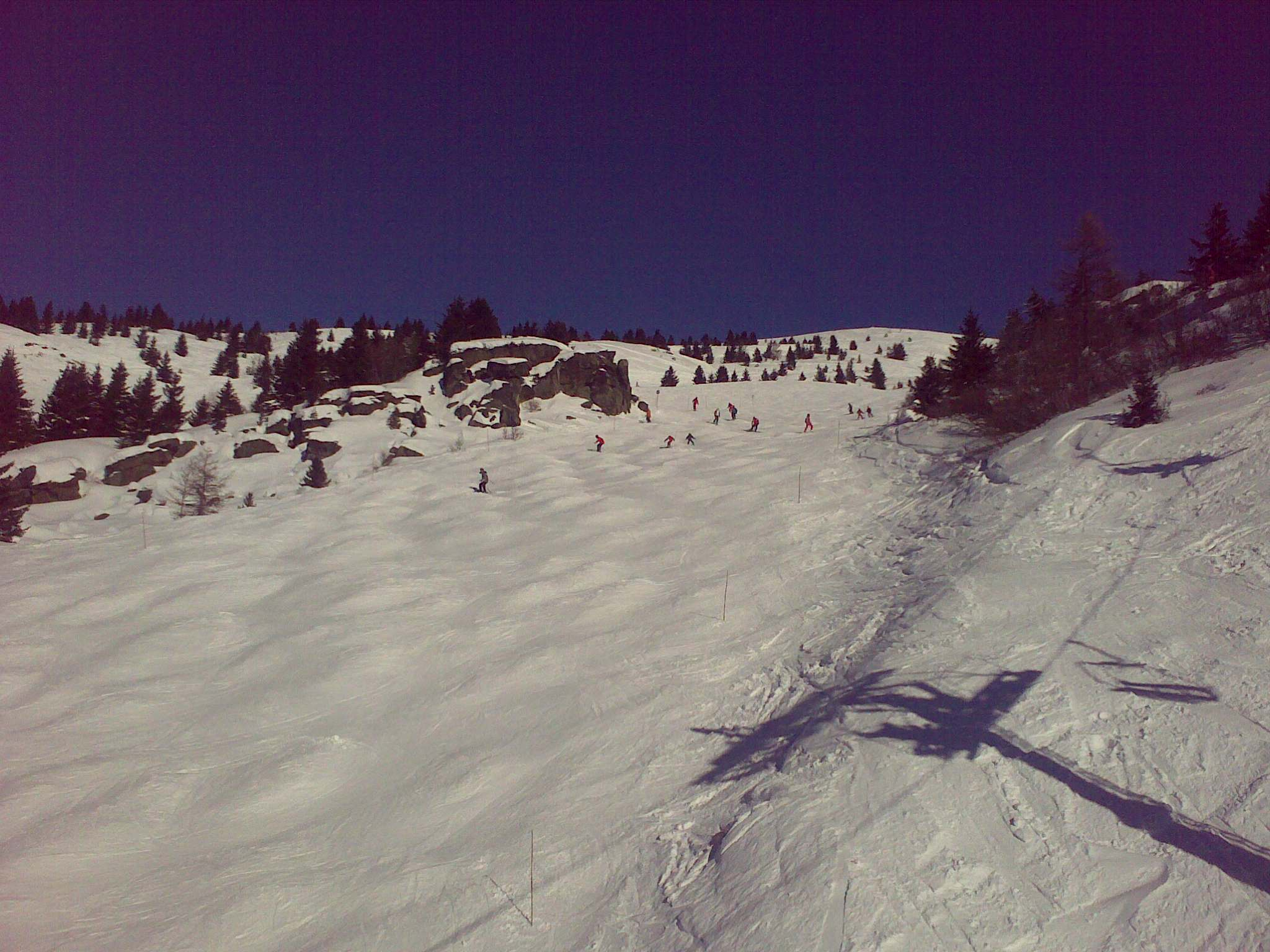
La piste rouge Cyclamen.

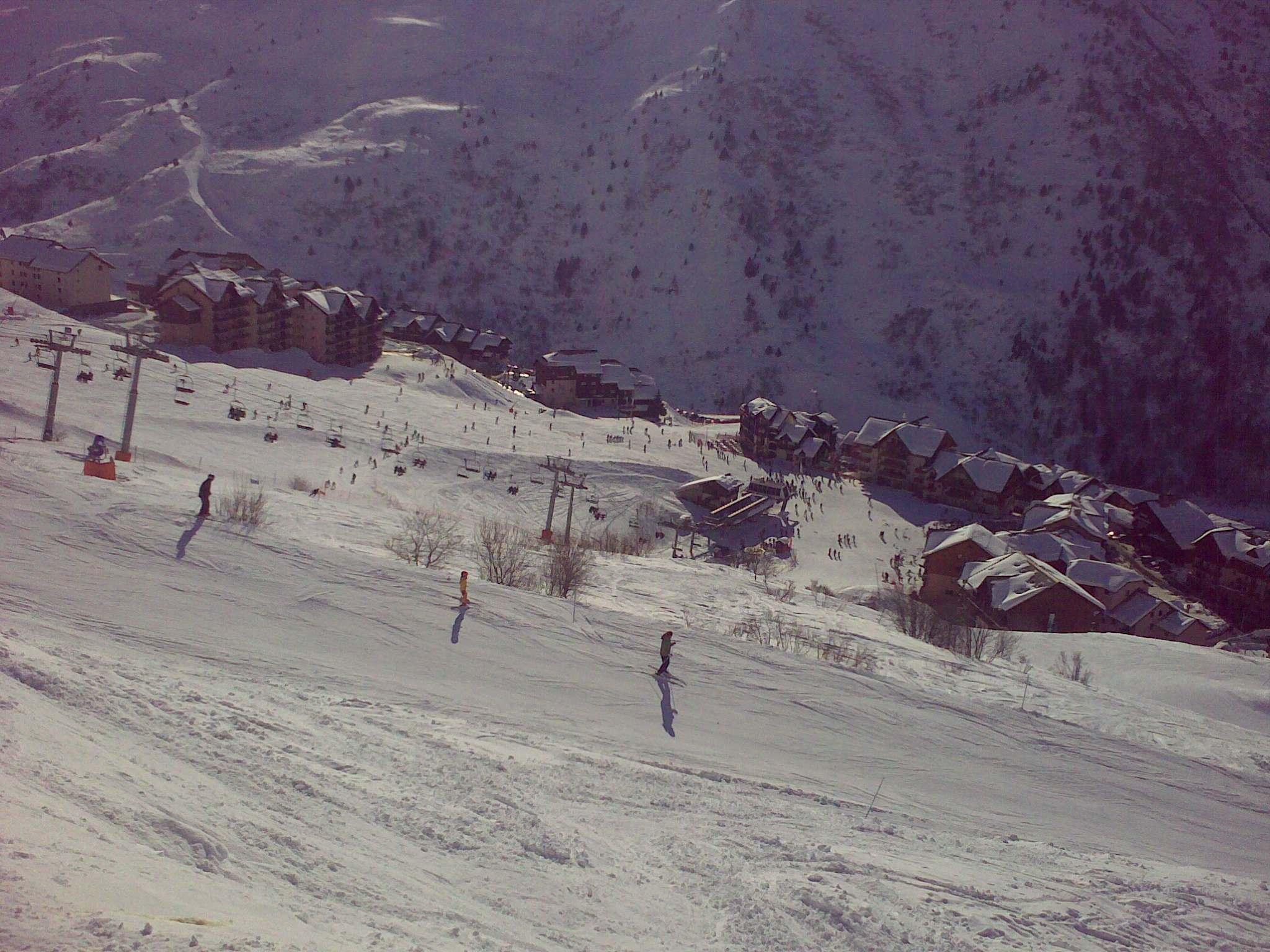
Le front de neige de Valmeinier (2009).

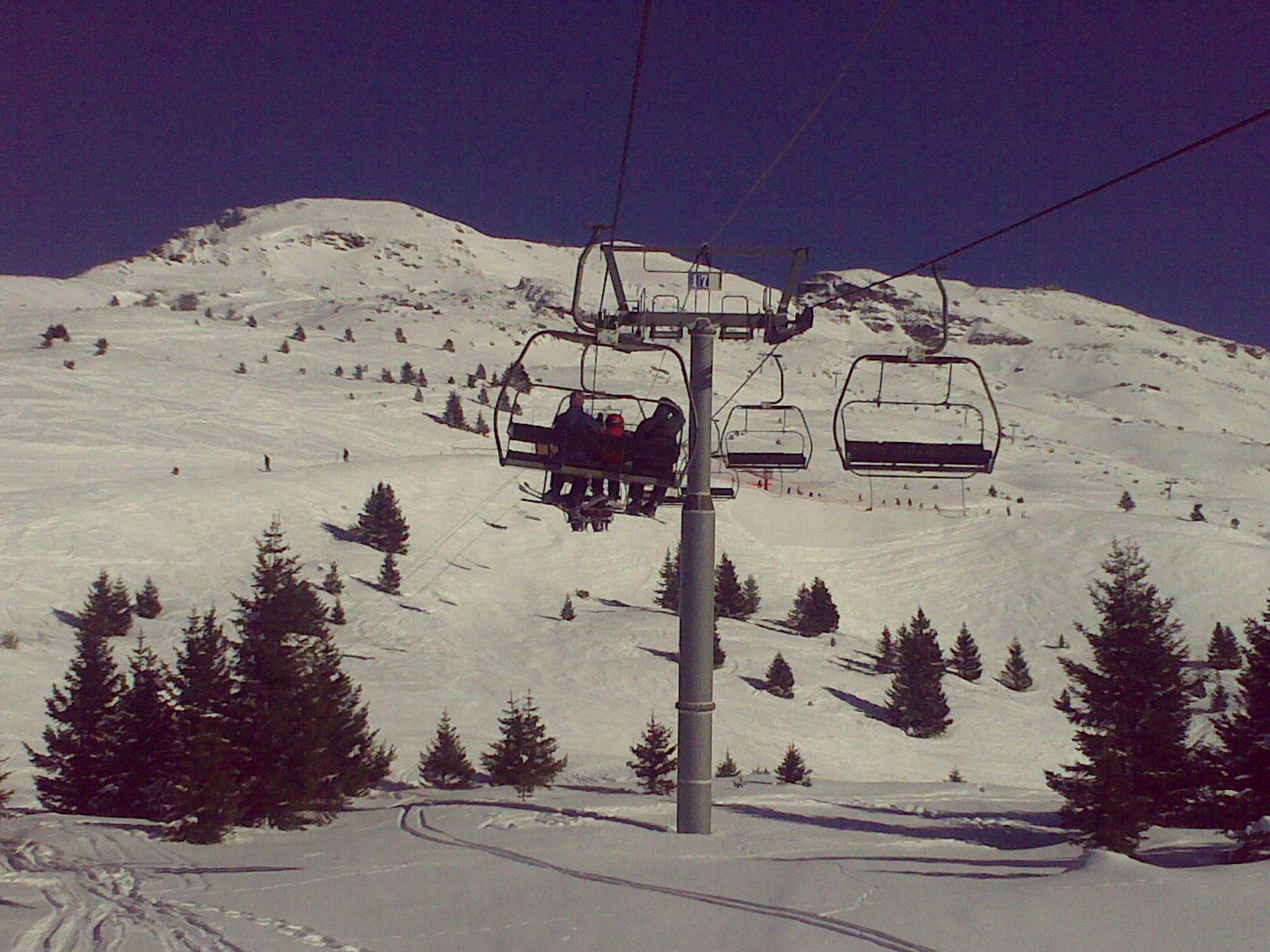
Le télésiège du Roi.

| Nom / type      | Altitude départ | Altitude arrivée | Dénivelé | Longueur | Temps de trajet | Débit     | Vitesse  | Constructeur | Mise en service |
| --------------- | --------------- | ---------------- | -------- | -------- | --------------- | --------- | -------- | ------------ | --------------- |
| TSD6 Sandonière | 2 278 m         | 2 740 m          | 462 m    | 1 364 m  | 4m08            | 2 000 p/h | 6 m.s -1 | Leitner      | 2019            |
| TSF4 Gros Crey  | 2 050 m         | 2 579 m          | 529 m    | 1 508 m  | 10m56           | 1 400 p/h | 2,3 m/s  | Poma         | 1987            |
| TSF4 Roi        | 1 516 m         | 2 064 m          | 548 m    | 1 608 m  | 11m33           | 1 410 p/h | 2,3 m/s  | Poma         | 1987            |
| TSD4 Inversins  | 1 660 m         | 2 344 m          | 684 m    | 2 323 m  | 7m45            | 2 000 p/h | 5 m/s    | Poma         | 2001            |
| TSD6 Jeux       | 1 785 m         | 2 405 m          | 620 m    | 1 862 m  | 5m11            | 3 200 p/h | 6 m/s    | Leitner      | 2011            |
| TSF4 Pré Aynard | 1 800 m         | 1 962 m          | 162 m    | 504 m    | 9m35            | 1 800 p/h | 2,3 m/s  | Poma         | 2003            |
| TKE Casses      | 1 755 m         | 1 768 m          | 13,5 m   | 172 m    | 1m26            | 740 p/h   | 2 m/s    | LST          | 2013            |
| TKE Saussette   | 1 740 m         | 1 755 m          | 15 m     | 105 m    | Non connu       | 900 p/h   | 2,5 m/s  | Doppelmayr   | 2019            |

| Piste             | Longueur | Dénivelé | Neige de culture | Ouverture |
| ----------------- | -------- | -------- | ---------------- | --------- |
| Casses            | 100 m    | 10 m     | Non              | 2013      |
| Chardons          | 2 300 m  | 320 m    | Oui              | 1989      |
| Epilobes          | 3 000 m  | 500 m    | Oui              | 1989      |
| Lauzes            | 1 500 m  | 200 m    | Non              | 2001      |
| Petites Anglaises | 1 000 m  | 170 m    | Oui              | 1989      |
| Saucette          | 100 m    | 20 m     | Non              | 2004      |
| Myrtilles         | 1 700 m  | 270 m    | Non              | 1989      |
| Petit déjeuner    | 3 200 m  | 520 m    | Non              | 1989      |
| Bleuets           | 700 m    | 200 m    | Oui              | 1989      |
| Iris              | 100 m    | 10 m     | Oui              | 2003      |
| Lacs              | 900 m    | 200 m    | Oui              | 1989      |
| Neuvache          | 4 100 m  | 400 m    | Oui              | 2000      |
| Reine des Prés    | 3 350 m  | 650 m    | Oui              | 1989      |
| Rhodos            | 3 200 m  | 600 m    | Non              | 2001      |
| Violettes         | 3 000 m  | 600 m    | Oui              | 1989      |
| Chaudannes        | 1 700 m  | 270 m    | Oui              | 2000      |
| Cyclamens         | 700 m    | 190 m    | Non              | 1989      |
| Eglantiers        | 2 600 m  | 610 m    | Oui              | 1989      |
| Génépi            | 1 600 m  | 400 m    | Non              | 1989      |
| Lys               | 1 800 m  | 350 m    | Non              | 1989      |
| Perce Neige       | 1 700 m  | 270 m    | Non              | 1989      |
| Stade 1800        | 700 m    | 150 m    | Oui              | 1989      |
| Carline           | 1 500 m  | 420 m    | Non              | 2019      |
| Moraine           | 1 800 m  | 460 m    | Non              | 2019      |
| Choulet           | 1 200 m  | 250 m    | Non              | 1990      |

### Snowpark et espaces ludiques
- Le Snowpark du Lac de la Vieille, ouvert en 1998
  - Zone expert : longueur  450 m, 7 modules enchaînés
  - Park Medium : longueur  150 m, 3 modules enchaînés
  - Piste Ski cross
  - Big Air
- Easypark : petites bosses et virages relevés, sur la piste de l'Escargot
- Boardercross long de 480 m sur la Sétaz, ouvert en 2017
- Ski cross
- Stade de Thymel
- Stade du Crey du quart
- Stade 1800
- Stade de Plan Palais
- Espace débutant de Thymel (tapis roulant et jardin d'enfants)
- Espace débutant de la Séa
- Espace débutant des Verneys (gratuit)
- Espace débutant de Pré Varel
- Espace débutant des Casses
- Espace débutant de la Saucette
- Piste "Snow Bolide", créée en 2018, sur le plateau de Thymel : virages relevés, bosses...
- Espace VALKID, crée en 2017, sur la piste Petit-déjeuner : modules, tunnels, obstacles...
- Piste Snowtubing (glisse sur des bouées géantes) en haut de la télécabine de la Sétaz, depuis 2017
- Secteur non damé, sécurisé (secteur des Mérégers, depuis 2020)
- Arva Park, sur le massif de la Sétaz
- Ski de nuit, sur le front de neige de Valmeinier
- Plusieurs autres petits espaces ludiques répartis sur le domaine

### Autres équipements
- 5 sculptures géantes d'animaux (marmotte, lièvre, chamois, aigle, loup), dispersées sur le domaine de Valloire.
- Instruments (cloches, xylophones), dispersés sur le domaine de Valloire.
- 10 engins de damage à Valloire dont deux à treuils
- 3 usines à neige à Valloire
- 2 retenues collinaires
- 9 restaurants d'altitude :
  - Château Ripaille (Escargot)
  - Le Thymel (plateau de Thymel)
  - L'Alp de Zélie (Séa / sommet Crêt de la Brive)
  - L'Edelweiss (ex Auberge de l'Archaz) (Lutins)
  - Les Mérégers (Selles)
  - Le Chalet de Montissot (Mulots)
  - Le Panoramic (sommet Jeux)
  - Les Chalets de l'Arméra (Grapil)
  - La Cabane d'en Haut (Lauzes)
- 9 webcams :
  - Valloire - Sétaz - Thymel 
  - Valloire - Crey du Quart - Sommet 
  - Valloire - Crey du Quart - Plan de la Séa 
  - Valloire - Poingt Ravier 
  - Valloire - La Sétaz- Cornafond 
  - Valmeinier - Sandonière 2 750 m 
  - Valmeinier - Moneul - Crey du Quart 
  - Valmeinier - Les Jeux 
  - Valmeinier - Front de neige
- 5 postes de secours
- Wifi-hotspots
- Village d'igloos

### Anciennes pistes et remontées

#### Anciennes pistes
Notes :
Les valeurs en italique sont approximatives.
Les dates indiquées se réfèrent au plan des pistes de chaque saison : cela ne correspond pas forcément à la réalité sur le terrain.
Massif de la Sétaz
| Piste      | Tracé                                                                                | Création | Suppression | Raison de la suppression                                                                             |
| ---------- | ------------------------------------------------------------------------------------ | -------- | ----------- | --- |
| St-Pierre  | Similaire au TK St-Pierre                                                            | 1945     | 1994        | Fermeture du téléski de Saint-Pierre                                                                 |
| Mélèzes    | Piste entre Marmotte et Mysosotis/Olymique                                           | 1960     | 1977        | Remplacée par la piste actuelle                                                                      |
| Perdrix    | Similaire au TK Sétaz 3                                                              | 1972     | 2012        | Fermeture du téléski de Sétaz 3                                                                      |
| Bambins    | 1 929–1 912 m / long 200 m / pente 9 % Similaire au télékit (juste à côté de Thimel) | 1965     | 2017        | Fermeture du Télékit                                                                                 |
| Rhodos     | 1 930–1 600 m / long : 3 000 m / déniv : 350 m Sommet TC Sétaz → Viclouse            | 1960     | 2018        | Transformation en piste de randonnée                                                                 |
| Linegrette | 1 800–1 560 m / long : 1 600 m / déniv : 240 m                                       | 1980     | 2018        | Remplacement par la piste Airelles - Suppression à titre de mesures compensatoires environnementales |

Massif du Crey Rond
| Piste      | Tracé                                                         | Création | Suppression | Raison de la suppression  |
| ---------- | ------------------------------------------------------------- | -------- | ----------- | ------------------------- |
| Digitale   | Similaire au TS Crey Rond                                     | 1952     | 2000        | Fermeture du TS Crey Rond |
| Mésange    | Similaire au TS Crey Rond                                     | 1952     | 2000        | Fermeture du TS Crey Rond |
| Serpentine | Piste entre l'arrivée du TS Crêt Rond et l'arrivée du TK Ruaz | 1966     | 2000        | Fermeture du TS Crey Rond |
| Airelles   | Similaire au TK Ruaz                                          | 1966     | 2002        | Fermeture du TK Ruaz      |
| Benoite    | Similaire au TK Ruaz                                          | 1966     | 2002        | Fermeture du TK Ruaz      |

Massif du Crey du Quart (Valloire)
| Pistes     | Tracé | Création | Suppression | Raison de la suppression                    |
| ---------- | --- | -------- | ----------- | ------------------------------------------- |
| Aigle      | Prolongement de la piste Aigle actuelle jusqu'au Pré Rond (restaurant de l'Archaz, départ de l'ancien TS Crey du Quart) | 1971     | 2001        | Ouverture TC Brive / TSD Brive 2            |
| Anémone    | Piste actuelle Mérégers haut                                                                                            | 1994     | 1997        | Piste fantôme : elle n'a jamais été ouverte |
| Gerboise   | Similaire à l'ancien TS Montissot                                                                                       | 1982     | 1997        | Fermeture de l'ancien TS Montissot          |
| Daim       | Variante de la piste Martagon                                                                                           | 1980     | 2004        | Manque de neige                             |
| Savonnette | Similaire au TK Débutant                                                                                                | 1977     | 2003        | Fermeture du TK Débutant                    |
| JBM        | Similaire au TS Pré Rond                                                                                                | 1971     | 2000        | TC de la Brive sur la piste                 |
| Martagon   | Partie haute de l'actuelle piste Lutins (au-dessus du Pré Rond)                                                         | 1977     | /           | Intégrée à la piste Lutins en 2011          |

Massif du Crey du Quart (Valmeinier)
| Piste     | Tracé                                                                 | Création | Suppression | Raison de la suppression        |
| --------- | --------------------------------------------------------------------- | -------- | ----------- | ------------------------------- |
| Mougin    | Piste partant du TK Crête, aucune remontée accessible par cette piste | 1971     | 1989        | ?                               |
| Arméra    | Légèrement différent de la piste actuelle                             | 1974     | 2000        | Remplacée par la piste actuelle |
| Ecureuils | Piste entre le départ du TS Moneul et le TS de la Girodière (actuels) | 1989     | 1993        | ?                               |
| Essarts   | Variante de la piste Molodules                                        | ?        | ?           | ?                               |
| ?         | Liaison entre les pistes Arméra et Grapil                             | v.1989   | v.1993      | ?                               |

Massif du Gros Crey
| Piste             | Tracé                                                                       | Création | Suppression |
| ----------------- | --------------------------------------------------------------------------- | -------- | ----------- |
| Narcisses         | Piste entre Valmeinier 1800 et la Girodière                                 | 1987     | 1994        |
| Gros Crey         | Variante de la piste Génépi, arrivant directement au départ du TS Gros Crey | 1988     | v.1995      |
| Direct Eglantiers | Variante plus directe de la piste Eglantiers                                | 1987     | 1994        |

Pistes isolées à Valloire
| Piste    | Tracé                                 | Création | Suppression | Raison de la suppression |
| -------- | ------------------------------------- | -------- | ----------- | ------------------------ |
| Ecureuil | Similaire au TK Ecureuil              | 1970     | 1980        | Fermeture du téléski     |
| Epinette | Similaire au TK Epinette              | 1937     | 1950        | Fermeture du téléski     |
| Idiots   | Similaire au TK Plans                 | 1945     | 1984        | Fermeture du téléski     |
| Etoiles  | Similaire au TK Étoiles               | 1986     | 2000        | Fermeture du téléski     |
| Verneys  | Similaire au TK Cabestan de Richelieu | 1945     | 1970        | Fermeture du téléski     |
| Clots 1  | Similaire au TK Plan des Clos         | 1970     | 1980        | Fermeture du téléski     |
| Clots 2  | Similaire au TK Plan des Clos         | 1970     | 1980        | Fermeture du téléski     |

#### Anciennes remontées
Les valeurs en italique sont approximatives.
| Nom / type             | Altitude départ | Altitude arrivée | Dénivelé | Longueur | Débit | Vitesse | Constructeur                    | Mise en service                  | Fin de service | Causes de la fermeture |
| ---------------------- | --------------- | ---------------- | --- | --- | --- | --- | ------------------------------- | -------------------------------- | -------------- | --- |
| TCD6 Sétaz             | 1 420 m         | 1 927 m          | 507 m | 1 447 m | 2 200 p/h | 5 m/s | Poma                            | 1985 (nouvelles cabines en 2013) | 2024           | Infrastructure ancienne, remplacée sur place                                                                              |
| TB2 Lac Thimel         | 1 947 m         | 2 267 m          | 320 m | 1 130 m | | | Société savoyarde de télébennes | 1951                             | /              | Rénovation de l'installation : la télébenne devient un télésiège fixe monoplace, renommé Sétaz 2                          |
| TSF1 Sétaz 2           | 1 947 m         | 2 267 m          | 320 m | 1 130 m | | 2,50 m/s | Révonation par la SACMI         | 1962                             | /              | Une tempête cause la chute de plusieurs pylônes : rénovation en télésiège biplace                                         |
| TSF2 Sétaz 2           | 1 947 m         | 2 267 m          | 320 m | 1 130 m | 845 p/h | 2,50 m/s | Rénovation par Poma             | 1974                             | 2012           | Obsolète, vétuste, débit insuffisant : Rénovation du massif de la Sétaz                                                   |
| TSF2 Sétaz 2           | 1 947 m         | 2 267 m          | Deuxième tronçon de la Sétaz, arrivée proche de celle de l'actuel TSD Cornafond | | | | Rénovation par Poma             | 1974                             | 2012           | Obsolète, vétuste, débit insuffisant : Rénovation du massif de la Sétaz                                                   |
| TK Sétaz 3             | 2 264 m         | 2 436 m          | 172 m | 665 m | 700 p/h | 3,50 m/s | Poma                            | 1972                             | 2012           | Obsolète, vétuste, débit insuffisant : Rénovation du massif de la Sétaz                                                   |
| TK Sétaz 3             | 2 264 m         | 2 436 m          | Troisième et dernier tronçon de la Sétaz | | | | Poma                            | 1972                             | 2012           | Obsolète, vétuste, débit insuffisant : Rénovation du massif de la Sétaz                                                   |
| TK Cornafond           | 1 735 m         | 2 094 m          | 359 m | 1 130 m | 900 p/h | 3,6 m/s | Poma                            | 1978                             | 2012           | Obsolète, vétuste, débit insuffisant : Rénovation du massif de la Sétaz                                                   |
| TK Cornafond           | 1 735 m         | 2 094 m          | Départ proche de l'actuel télésiège, arrivée sur la piste Bouquetin au-dessus de Thimel | | | | Poma                            | 1978                             | 2012           | Obsolète, vétuste, débit insuffisant : Rénovation du massif de la Sétaz                                                   |
| TSF3 Verneys           | 1 564 m         | 2 013 m          | 449 m | 1 154 m | 850 p/h | 2,3 m/s | Poma                            | 1980                             | 2012           | Obsolète, vétuste, débit insuffisant : Rénovation du massif de la Sétaz                                                   |
| TSF3 Verneys           | 1 564 m         | 2 013 m          | Tracé similaire au télésiège actuel | | | | Poma                            | 1980                             | 2012           | Obsolète, vétuste, débit insuffisant : Rénovation du massif de la Sétaz                                                   |
| TSF2 Crey du Quart     | 1 741 m         | 2 251 m          | 510 m | 1 742 m | 900 p/h | 2,5 m/s | Montaz Mautino                  | 1971                             | 2008           | Manque de neige / Remplacement par TC Brive / Trop vieux, rénovation trop coûteuse, vu l'effondrement de la fréquentation |
| TSF2 Crey du Quart     | 1 741 m         | 2 251 m          | 2e tronçon de l"ascenseur" du Crey du Quart. Départ au Pré Rond, arrivée au-dessus de la zone Chrono                                                                                         | | | | Montaz Mautino                  | 1971                             | 2008           | Manque de neige / Remplacement par TC Brive / Trop vieux, rénovation trop coûteuse, vu l'effondrement de la fréquentation |
| TSF1 Crey Rond         | 1 553 m         | 2 010 m          | 457 m | 1 251 m | 550 p/h | 5 m/s | Poma                            | 1961                             | 2000           | Fermeture du domaine du Crey Rond                                                                                         |
| TB2 Crey Rond          | 1 553 m         | 2 010 m          | 457 m | 1 251 m | | | Société savoyarde de télébennes | 1952                             | 1961           | Transformation en télésiège monoplace                                                                                     |
| TSF3 Colérieux         | 2 140 m         | 2 440 m          | 300 m | 1 100 m | 1 100 p/h | 2,3 m/s | Montaz Mautino                  | 1982                             | 2019           | Obsolète, remplacement par le TSD6 Montissot                                                                              |
| TSF4 Montissot         | 1 720 m         | 2 227 m          | 507 m | 1 321 m | 1 500 p/h | 2,3 m/s | Poma                            | 1997                             | 2019           | Obsolète, remplacement par le TSD6 Montissot                                                                              |
| TK Ruaz                | 1 500 m         | 1 600 m          | 100 m | 266 m | 460 p/h | 2,5 m/s | Montaz Mautino                  | 1971                             | 2002           | Manque de neige / Excentré / Trop difficile                                                                               |
| TK Ruaz                | 1 500 m         | 1 600 m          | Téléski au-dessus du hameau de la Ruaz. Il faisait partie du domaine du Crey Rond | | | | Montaz Mautino                  | 1971                             | 2002           | Manque de neige / Excentré / Trop difficile                                                                               |
| TSF2 Thimel            | 1 420 m         | 1 930 m          | 510 m | 1 450 m | | | Montaz Mautino                  | 1960                             | 1985           | Remplacement par la télécabine de la Sétaz sur le même tracé                                                              |
| TB2 Sétaz              | 1 420 m         | 1 930 m          | 510 m | 1 450 m | | | Gabriel Julliard                | 1945                             | 1994           | Obsolète, devenue inutile depuis l'ouverture de la télécabine                                                             |
| TB2 Sétaz              | 1 420 m         | 1 930 m          | Remontées parallèles et tracé identique à celui de la télécabine de la Sétaz | | | | Gabriel Julliard                | 1945                             | 1994           | Obsolète, devenue inutile depuis l'ouverture de la télécabine                                                             |
| TSF2 Pré Rond          | 1 407 m         | 1 748 m          | 341 m | 950 m | 850 p/h | 2,5 m/s | Montaz Mautino                  | 1971                             | 2003           | Manque de neige / Remplacement par TC Brive / Construction des Charbonnières sur le tracé, obligeant le démontage         |
| TSF2 Pré Rond          | 1 407 m         | 1 748 m          | Premier tronçon de l"ascenseur" du Crey du Quart, départ au parking actuel de la Brive, arrivée au Pré Rond (ancêtre du plateau de la Séa, départ de l'Edelweiss, et restaurant de l'Archaz) | | | | Montaz Mautino                  | 1971                             | 2003           | Manque de neige / Remplacement par TC Brive / Construction des Charbonnières sur le tracé, obligeant le démontage         |
| TKF Télékit            | 1 912 m         | 1 929 m          | 17 m | 155 m | 350 p/h | 1,8 m/s | Poma                            | 1973                             | 2017           | Remplacement par le tapis Thimel, plus moderne, confortable et mieux placé                                                |
| TKF Télékit            | 1 912 m         | 1 929 m          | Petit téléski débutant accessible au départ de Myosotis, près de la gare aval du télésiège de Thimel.                                                                                        | | | | Poma                            | 1973                             | 2017           | Remplacement par le tapis Thimel, plus moderne, confortable et mieux placé                                                |
| Nom / type             | Altitude départ | Altitude arrivée | Tracé | Tracé | Tracé | Tracé | Constructeur                    | Mise en service                  | Fin de service | Raisons de la fermeture                                                                                                   |
| TK Saint-Pierre        | 1 430 m         | 1 550 m          | Téléski sur le rocher St-Pierre | Téléski sur le rocher St-Pierre                                                                                     | Téléski sur le rocher St-Pierre                                                                                     | Téléski sur le rocher St-Pierre                                                                                     | Poma                            | 1945                             | 1994           | Téléski trop vieux (49 ans)                                                                                               |
| TK Grand Hôtel         | 1 430 m         | 1 460 m          | Téléski sur le front de neige du Crey du Quart | Téléski sur le front de neige du Crey du Quart                                                                      | Téléski sur le front de neige du Crey du Quart                                                                      | Téléski sur le front de neige du Crey du Quart                                                                      | Poma                            | 1938                             | 1995           | Téléski trop vieux (57 ans)                                                                                               |
| TK Epinette            | 1 450 m         | 1 500 m          | Petit téléski près du hameau des Granges | Petit téléski près du hameau des Granges                                                                            | Petit téléski près du hameau des Granges                                                                            | Petit téléski près du hameau des Granges                                                                            | Gabriel Julliard                | 1937                             | 1950           | Obsolète |
| TK Verneys             | 1 500 m         | 1 550 m          | Petit téléski aux Verneys | Petit téléski aux Verneys                                                                                           | Petit téléski aux Verneys                                                                                           | Petit téléski aux Verneys                                                                                           | Poma                            | 1945                             | 1970           | |
| TK Plans               | 1 400 m         | 1 430 m          | Petit téléski dans le village | Petit téléski dans le village                                                                                       | Petit téléski dans le village                                                                                       | Petit téléski dans le village                                                                                       | Poma                            | 1945                             | 1984           | Urbanisation du secteur                                                                                                   |
| TK Thimel 1/2/3        | 1 920 m         | 2 000 m          | Téléskis sur le plateau de Thimel | Téléskis sur le plateau de Thimel                                                                                   | Téléskis sur le plateau de Thimel                                                                                   | Téléskis sur le plateau de Thimel                                                                                   | Poma                            | 1960                             | 1989           | Remplacement par le TSF4 actuel                                                                                           |
| TK Diseurs             | 1 780 m         | 2 020 m          | Téléski partant au-dessus des Diseurs, et arrivant en haut de l'actuel TS Thimel | Téléski partant au-dessus des Diseurs, et arrivant en haut de l'actuel TS Thimel                                    | Téléski partant au-dessus des Diseurs, et arrivant en haut de l'actuel TS Thimel                                    | Téléski partant au-dessus des Diseurs, et arrivant en haut de l'actuel TS Thimel                                    | Poma                            | 1965                             | 1989           | Devenu inutile depuis l'installation du TK Cornafond, doté d'un meilleur tracé                                            |
| TK Plan des Clos       | 1 800 m         | 2 000 m          | Téléski sur le bas des Ratissières | Téléski sur le bas des Ratissières                                                                                  | Téléski sur le bas des Ratissières                                                                                  | Téléski sur le bas des Ratissières                                                                                  | Montaz Montino                  | 1971                             | 1985           | Excentré |
| TK Citres              | 1 750 m         | 2 050 m          | Téléski desservant la piste Daim. Départ au Pré Rond. Arrivée proche de celle de l'actuelle TC Brive                                                                                         | Téléski desservant la piste Daim. Départ au Pré Rond. Arrivée proche de celle de l'actuelle TC Brive                | Téléski desservant la piste Daim. Départ au Pré Rond. Arrivée proche de celle de l'actuelle TC Brive                | Téléski desservant la piste Daim. Départ au Pré Rond. Arrivée proche de celle de l'actuelle TC Brive                | Montaz Mautino                  | 1971                             | 1976           | Inconnues Le TK a été déplacé plus haut : Château Ripaille                                                                |
| TK Lac de la Vieille   | 2 050 m         | 2 400 m          | Tracé similaire à Brive 2, excepté que le sommet n'est pas atteint | Tracé similaire à Brive 2, excepté que le sommet n'est pas atteint                                                  | Tracé similaire à Brive 2, excepté que le sommet n'est pas atteint                                                  | Tracé similaire à Brive 2, excepté que le sommet n'est pas atteint                                                  | Montaz Mautino                  | 1971                             | 1994           | Remplacement par le télésiège (1994-2003) TK déplacé sur le Grand Plateau                                                 |
| TSF4 Lac de la Vieille | 2 050 m         | 2 400 m          | Tracé similaire à Brive 2, excepté que le sommet n'est pas atteint | Tracé similaire à Brive 2, excepté que le sommet n'est pas atteint                                                  | Tracé similaire à Brive 2, excepté que le sommet n'est pas atteint                                                  | Tracé similaire à Brive 2, excepté que le sommet n'est pas atteint                                                  | Poma                            | 1994                             | 2003           | Débit très insuffisant : remplacement par Brive 2. Le télésiège est déplacé : TS actuel                                   |
| TK Pagoret             | 2 050 m         | 2 300 m          | Tracé de l'actuel TS Lac de la Vieille | Tracé de l'actuel TS Lac de la Vieille                                                                              | Tracé de l'actuel TS Lac de la Vieille                                                                              | Tracé de l'actuel TS Lac de la Vieille                                                                              | Montaz Mautino                  | 1999                             | 2003           | Débit très insuffisant : remplacement par le TS Lac de la Vieille                                                         |
| TK Pré Rond            | 1 750 m         | 1 800 m          | Petit téléski débutant au Pré Rond | Petit téléski débutant au Pré Rond                                                                                  | Petit téléski débutant au Pré Rond                                                                                  | Petit téléski débutant au Pré Rond                                                                                  | Montaz Mautino                  | 1971                             | 2000           | Ouverture de la TC Brive, nouvel espace débutant en altitude (Séa) : téléski déserté                                      |
| TK Débutant            | 1 750 m         | 1 800 m          | Téléski débutant, sur la partie basse de l'ancien TK des Citres, au Pré Rond | Téléski débutant, sur la partie basse de l'ancien TK des Citres, au Pré Rond                                        | Téléski débutant, sur la partie basse de l'ancien TK des Citres, au Pré Rond                                        | Téléski débutant, sur la partie basse de l'ancien TK des Citres, au Pré Rond                                        | Montaz Mautino                  | 1977                             | 2003           | Fermeture du télésiège du Pré Rond, nouvel espace débutant en altitude : Séa                                              |
| TK Château Ripaille    | 2 250 m         | 2 400 m          | Prolongement du télésiège du Crey du Quart vers le sommet du domaine | Prolongement du télésiège du Crey du Quart vers le sommet du domaine                                                | Prolongement du télésiège du Crey du Quart vers le sommet du domaine                                                | Prolongement du télésiège du Crey du Quart vers le sommet du domaine                                                | Montaz Mautino                  | 1976                             | 1994           | Remplacement par le téléski actuel sur un tracé différent                                                                 |
| TSF3 Montissot         | 1 750 m         | 2 140 m          | Télésiège permettant de remonter sur le Crey du Quart depuis les Diseurs. Arrivée à côté du départ du TS Colérieux.                                                                          | Télésiège permettant de remonter sur le Crey du Quart depuis les Diseurs. Arrivée à côté du départ du TS Colérieux. | Télésiège permettant de remonter sur le Crey du Quart depuis les Diseurs. Arrivée à côté du départ du TS Colérieux. | Télésiège permettant de remonter sur le Crey du Quart depuis les Diseurs. Arrivée à côté du départ du TS Colérieux. | Montaz Mautino                  | 1982                             | 1997           | Terrain instable. Remplacement par le télésiège actuel sur un tracé différent.                                            |
| TK Étoiles             | 1 430 m         | 1 430 m          | Petit téléski débutant dans la station | Petit téléski débutant dans la station                                                                              | Petit téléski débutant dans la station                                                                              | Petit téléski débutant dans la station                                                                              | Poma                            | 1986                             | 2000           | Manque de neige, nouveaux espaces débutants en altitude                                                                   |

| Nom / type           | Altitude départ | Altitude arrivée | Dénivelé | Longueur | Débit     | Vitesse  | Constructeur   | Mise en service | Fin de service | Raisons de la fermeture |
| -------------------- | --- | ---------------- | -------- | -------- | --------- | -------- | -------------- | --------------- | -------------- | --- |
| TSD4 Jeux            | 1 785 m | 2 405 m          | 620 m    | 1 920 m  | 2 350 p/h | 5 m/s    | Poma           | 1987            | 2011           | Télésiège vieux, débit insuffisant, gare aval (Alpha Évolutif) très bruyante (au cœur de la station) : Remplacement par le TSD6 sur le même tracé |
| TSD4 Jeux            | A noter : lors de l'hiver 87/88, le télésiège était un hybride fixe/débrayable. En effet, la gare aval débrayable a bien été construite pour la mise en service fin 1987, mais en gare amont, c'est une simple poulie retour de télésiège fixe qui a assuré le premier hiver, la gare débrayable n'a été construite qu'à l'été 1988. |                  |          |          |           |          |                |                 |                | |
| TK Combe             | 2 015 m | 2 444 m          | 429 m    | 1 390 m  | 700 p/h   | 3,5 m/s  | Montagner      | 1983            | 2007           | Débit très insuffisant, téléski très difficile (3 virages dont un à 90e) : remplacement par Moneul, sur un tracé très proche                      |
| TCP Armera           | 1 526 m | 1 530 m          | 4 m      | 690 m    |           |          | Montaz Mautino | 1985            | 2004           | Débit insuffisant : remplacement des cabines par des sièges 4 places en 2004 = TSF4 Arméra                                                        |
| TSF2 Grandes Drozes  | 1 530 m | 2 037 m          | 507 m    | 1 418 m  | 770 p/h   | 2,5 m/s  | Montaz Mautino | 1973            | 2004           | Obsolète, débit très insuffisant : remplacement par le TSD6 sur un tracé similaire mais un peu plus long                                          |
| TK Girodière         | 1 500 m | 1 630 m          | 138 m    | 430 m    | 700 p/h   | 3,29 m/s | Montaz Mautino | 1962            | 2006           | Débit insuffisant depuis l'ouverture de la Neuvache : remplacement par le télésiège sur le même tracé                                             |
| TK Petites Anglaises | 1 800 m | 1 900 m          | 100 m    |          |           |          | Poma           | 1987            | 2003           | Téléskis remplacés par le TSF4 Pré Aynard |
| TK Pré Aynard        | 1 800 m | 1 900 m          | 100 m    |          |           |          | Poma           | 1987            | 2003           | Téléskis remplacés par le TSF4 Pré Aynard |
| Télékit              | 1 700 m | 1 700 m          | 15 m     | 100 m    | 310 p/h   | 1,28 m/s | Poma           | 2004            | 2005           | Construit avec du béton défectueux |
| TKD Pré Varel        | 1 549 m | 1 593 m          | 44 m     | 215 m    | 600 p/h   | 2,57 m/s | Montaz Mautino | 1974            | 2017           | Remplacement par un téléski à enrouleur |
| TKF Saussette        | 1 740 m | 1 755 m          | 15 m     | 100 m    | 600 p/h   | 1,28 m/s | Poma           | 2004            | 2019           | Remplacement par un téléski à enrouleur |

## Galerie photos

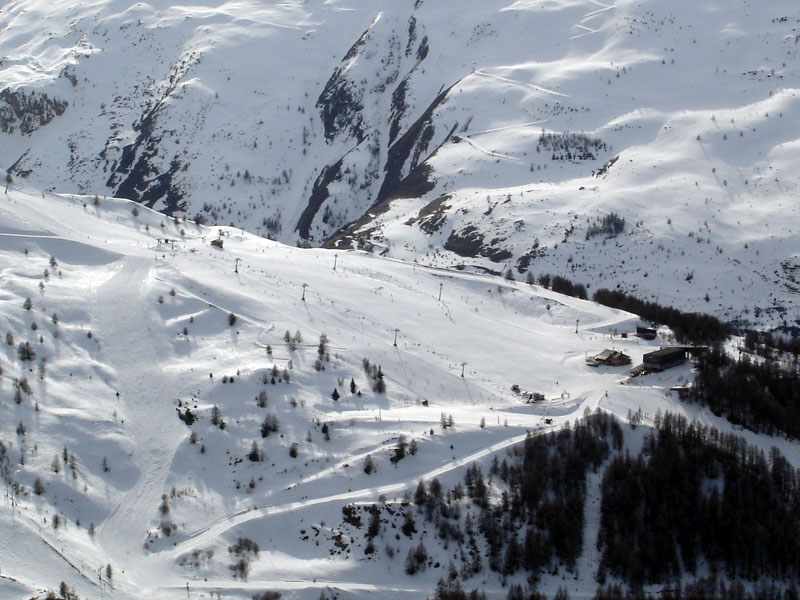
Plateau de Thimel (Valloire)
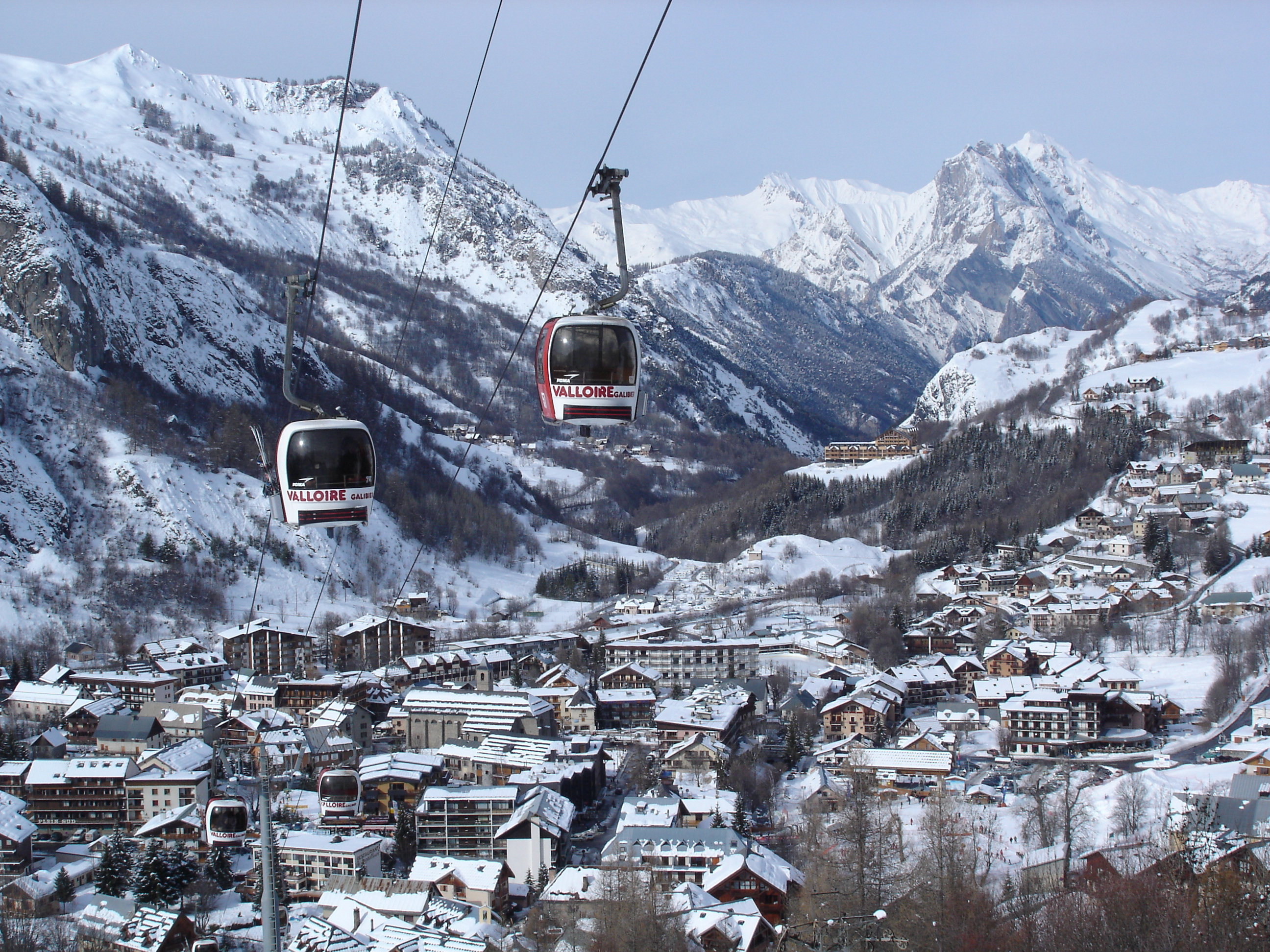
Le télécabine de la Sétaz (Valloire)